# Sergio Pérez
Sergio Michel Pérez Mendoza (Guadalajara, Jalisco, México; 26 de enero de 1990), también conocido como Checo Pérez, es un piloto de automovilismo mexicano. Actualmente es miembro de la Escudería Telmex. Entre 2021 y 2024 fue piloto de Red Bull en Fórmula 1, donde obtuvo sus mejores resultados en el campeonato, con un subcampeonato en 2023, un tercer puesto en 2022 y dos cuartos lugares en 2020 (con Racing Point) y 2021. Comenzó su carrera en 2004; en la Fórmula 3 Británica fue campeón de clase nacional en 2007. En 2009 debutó en GP2 Series y al año siguiente fue subcampeón.
Fue miembro de la Academia de pilotos de Ferrari hasta 2012. Hizo su debut en Fórmula 1 con el equipo Sauber durante la temporada 2011, donde obtuvo su primer podio en el Gran Premio de Malasia de 2012. Debido a su corta edad y buen desempeño, parte de la prensa lo apodó «El niño prodigio mexicano». Se unió a McLaren para la temporada 2013, pero sin lograr ningún podio y finalizando undécimo en la clasificación.
Force India fichó a Pérez para la temporada 2014 con un contrato de 15 millones de euros. Permaneció en Force India cuando el equipo entró en administración en 2018 y se reformó como Racing Point para 2019. Este último, le otorgó una extensión de tres años a su contrato como piloto. En septiembre de 2020, Racing Point anunció su salida al final de la temporada, sustituido por el tetracampeón del mundo Sebastian Vettel para la siguiente campaña.
En diciembre, se hizo oficial su fichaje con Red Bull Racing para 2021, luego de lograr su primera victoria de Fórmula 1 en el Gran Premio de Sakhir de 2020, convirtiéndose en el segundo mexicano después de Pedro Rodríguez en ganar un Gran Premio. En su primer año con el equipo, logró su primera victoria en el Gran Premio de Azerbaiyán. En 2022, consiguió más victorias en los GP de Mónaco y Singapur, además de su primera pole position en Arabia Saudita. En 2023 logró la victoria en el Gran Premio de Arabia Saudita y Azerbaiyán. El 18 de diciembre de 2024 se anunció la salida de Sergio Pérez de la estructura de Milton Keynes.

## Carrera

### Inicios
Junto a Antonio Sánchez, Pérez comenzaría su carrera en karting en los años de 1996, a los 6 años de edad en karting en la categoría infantil, durante ese tiempo lograría 4 victorias y al final del año obtendría el subcampeonato. En 1997, participaría en la categoría juvenil, convirtiéndose en el piloto más joven, en la categoría obtendría un triunfo, 5 podios y terminaría 4.º en el campeonato. Para 1998 volvería a competir en dicha categoría, en la que logró 8 victorias; y al final del año se convertiría en campeón y el «piloto más joven» en lograrlo.
En 1999 correría en la categoría Shifter 80 c.c. en la que acumuló 3 victorias y terminaría en la 3.ª plaza del campeonato. Asimismo, se convertiría en el piloto más joven en ganar una competición en la categoría, luego obtendría un permiso especial de la Federación para poder participar en la Shifter 80 c.c. En el 2000 correría en el Campeonato Shifter 80cc, además que participaría en tres carreras de la categoría Shifter 125cc que formaba parte del Desafío Telmex.
En el 2000, Pérez participaría en la Shifter 125 c.c. regional y obtendría el campeonato y volvería a ser el piloto más joven en competir en la categoría. Escudería Telmex, el proyecto de impulso a jóvenes talentos en México, comenzaría a mostrar interés en sus actuaciones.
Con 6 triunfos en 2002, sería nombrado subcampeón nacional en México de la categoría Shifter 125 c.c. y participaría en la carrera mundial de Shifter 80 c.c., en Las Vegas, en la cual calificó quinto y terminaría en el lugar 11.
En 2003, se volvería líder en dos campeonatos en la Shifter 125 c.c., pero se le retiraría el permiso para las últimas 7 carreras. No obstante, terminaría el Reto Telmex en tercera posición, además de conquistar el subcampeonato en la Copa México. En ese mismo año sería invitado para asistir en el Shootout de Easy Karts 125 a nivel mundial; logrando calificar y ganar en primer lugar siendo el piloto más joven de la categoría.
También en ese año, Pérez tendría un encuentro en pista con el piloto Klaus Schinkel Jr., en la Shifters 125 c.c., tras el cual se encendieron los ánimos y algunos sacaron lo peor de sí mismos, el padre de Schinkel Jr, usando influencias logró hacer que el director de la carrera sancionara a Pérez. A Pérez se le impidió participar en la carrera de Karting del programa de la CART World Series, que se iba a celebrar en el Autódromo Hermanos Rodríguez, bajo argumento de que estaba suspendido por los hechos ocurridos en la carrera pasada. A finales de noviembre de 2003, Pérez iba a participar en una carrera de la Easy Kart del cual era líder, pero cuando llegó a la carrera, el organizador le comunicó que no podía correr, esto por petición de Federación Mexicana de Automovilismo Deportivo.

### Skip Barber Racing School
Tras su participación en el karting en México, en 2004, participaría en el Campeonato Midwestern, en el campeonato sería nombrado el nombra Novato del Año luego de terminar en la 7.ª posición con 6 carreras sin disputar y en la Fórmula Skip Barber Nacional como piloto de la Escudería Telmex, se convertiría en el piloto más joven de la historia de la categoría en subir al podio y finalizaría la temporada en 11.º lugar con un podio y 77 puntos y sería nombrado Novato del Año a los 14 años de edad.
Consiguiera cinco podios en la Skip Barber Racing School. Se convertiría en el piloto mexicano más joven en ganar una carrera en el extranjero en monoplazas tipo Fórmula, superando a Ricardo Rodríguez. Adicionalmente obtendría un triunfo al ser invitado a la competición de Fórmula Vee en su natal Guadalajara y en 7 carreras finalizaría dentro de los 10 primeros.

### Fórmula BMW Alemana
En 2005, la Escudería Telmex patrocinaría a Pérez para que participara en la Fórmula BMW de Alemania con el equipo 4speed Media, inicio de la competencia para poder competir tuvo que mentir acerca de su edad ya que tenía 15 años y necesitaba cumplir los 16 en ese mismo año (2005) y tuvo que decir que su fecha de nacimiento era el 26 de diciembre y no el 26 de enero. Terminaría la temporada en la 14.º posición, teniendo como mejor lugar un 2.º lugar en la segunda carrera de la primera ronda que se correría en el Hockenheimring.
En 2006, Pérez dejaría a 4speed Media para participar con el equipo ADAC Berlin-Brandenburg, con su nuevo equipo le iría mucho mejor ya que lograría 2 podios y sumaria 112 puntos, su mejor lugar sería un tercer lugar en el Motorsport Arena Oschersleben y en el Circuito de Zandvoort.

### A1 Grand Prix
Por otra parte, se convertiría en piloto de pruebas del equipo mexicano que compitió en el A1 Grand Prix donde realizaría algunas participaciones.
En la Temporada 2006-07 de A1 Grand Prix, Pérez participaría en una sola ronda que sería la que se celebraría en el Circuito Internacional de Shanghái con el A1 Team México. En la primera carrera de la ronda, quedaría en el decimoquinto lugar, pero en la segunda abandonaría la carrera dando sólo dos vueltas al circuito. Tras esto, se convertiría en el tercer piloto más joven en participar en la serie.

### Fórmula 3 Británica
Para la temporada 2007, disputa el Campeonato de la Fórmula 3 Británica en la Clase Nacional con el equipo T-Sport, donde obtendría 376 puntos, igualando el título obtenido por Salvador Durán en 2005 y superaría los 300 puntos obtenidos por él. Lograría obtener 14 victorias, 19 podios, 12 poles y 12 vueltas rápidas. Gracias a eso se convertiría en el campeón más joven en la Fórmula 3 Británica con 17 años de edad.
En 2008, se graduaría en la clase internacional del campeonato donde participaría nuevamente con el equipo T-Sport que fue uno de los pocos equipos equipados con un motor Mugen Honda. Después de liderar el campeonato a principios de la temporada, finalmente terminaría en la cuarta posición en la clasificación de pilotos donde obtendría 4 victorias, 7 podios, una vuelta rápida, y obtendría 195 puntos en total.

### GP2 Series
Pérez se uniría a Barwa International Campos para la GP2 Asia Series 2008-09, en este serial se llevaría a cabo 6 fechas con 2 carreras cada una, siendo Pérez ganador de 2 carreras; la primera en la tercera fecha de la temporada, en el Circuito Internacional de Bareín, siendo Kamui Kobayashi el ganador de la primera carrera y Pérez obtendría el triunfo en la segunda carrera, posteriormente en el Circuito Internacional de Losail, ganaría la segunda carrera después de que Nico Hülkenberg se llevara la primera y en esta misma, Pérez quedaría segundo. Al final de la temporada obtendría 26 puntos y quedaría en el 7.º lugar general.

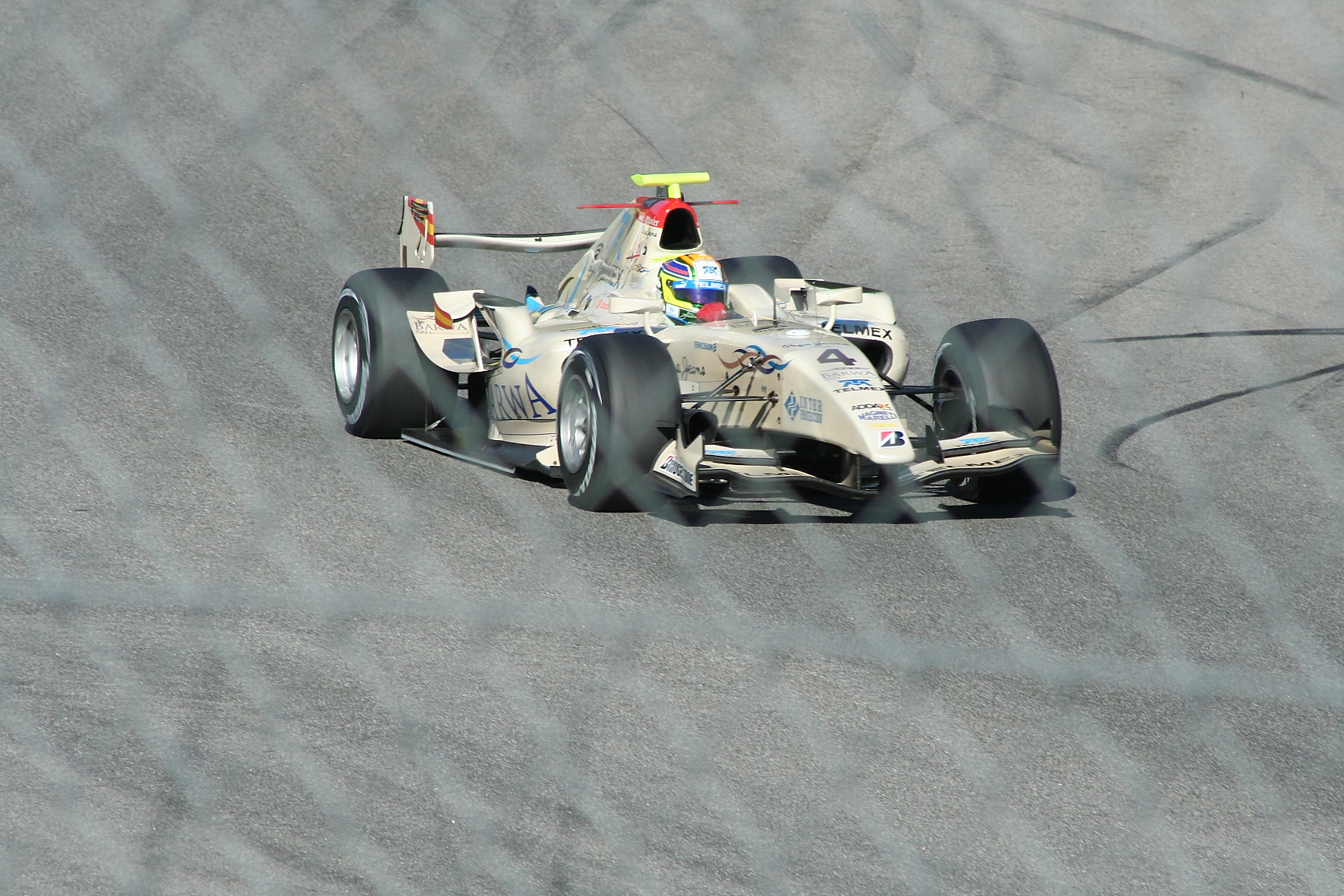
Pérez en Monza en la GP2 Series

Al término de la Asia Series, se incorporaría al serial principal, la GP2 Series 2009 con el equipo Arden International, esta competencia la conformaría 10 citas con 2 rondas cada una para favorecer un total de 20 carreras, favoreciéndole el Circuito de Valencia con un tercer y segundo lugar en ambas carreras respectivamente. Durante la segunda carrera en Spa-Francorchamps obtendría la vuelta rápida. Finalmente terminaría la temporada con 22 puntos y se clasificaría en el 12.º lugar tabla general.
Luego de su primera temporada en la categoría, al siguiente año, en 2009, ingresa a la GP2 Asia Series temporada 2009-2010 y ficharía por Barwa Addax Team, siendo este serial de solo 2 circuitos y 4 carreras en total; terminaría la temporada con 5 puntos y en el 15.º puesto respectivamente.

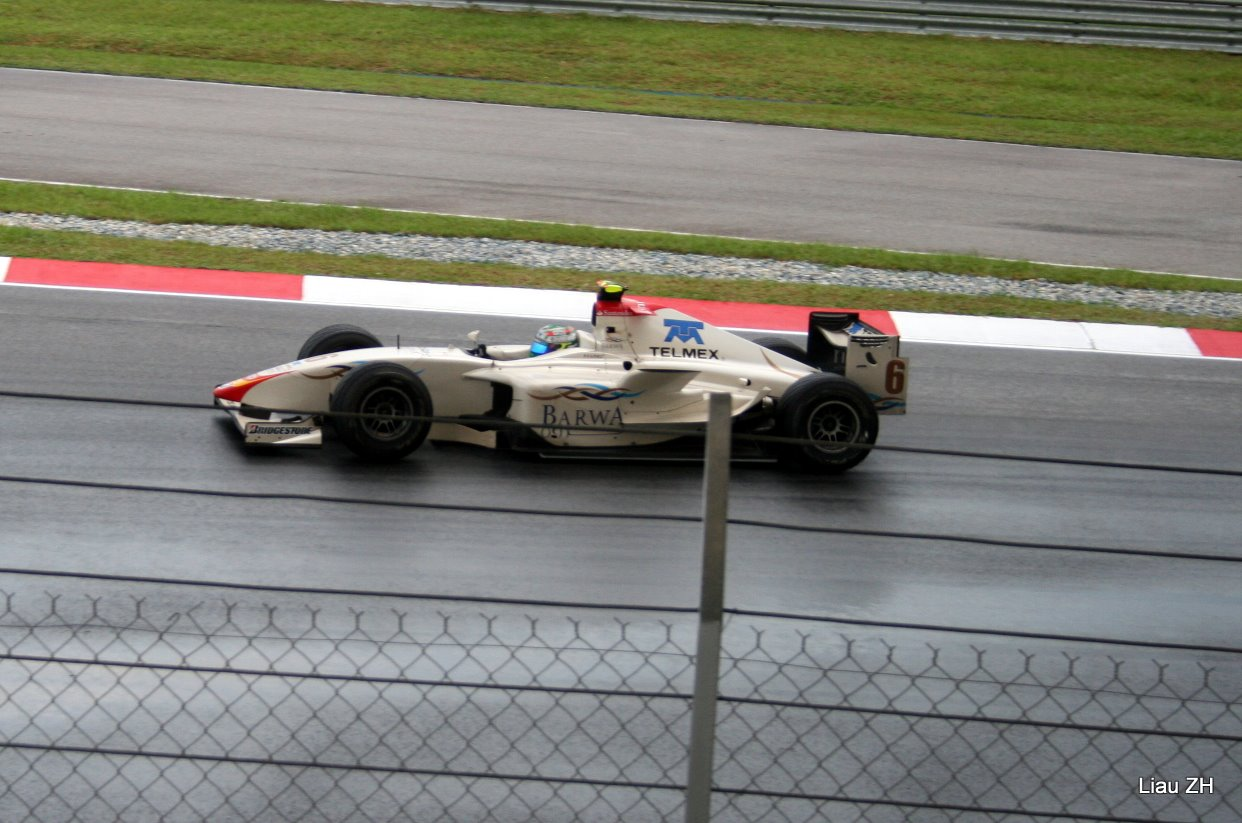
Sergio Pérez en GP2 Asia Series en 2009.

Terminando la Asia Series, comienza en GP2 Series principal, que lo compondría 11 fechas con 22 carreras en total (al final solo se llevaron a cabo 20 carreras); iniciaría una serie de carreras competidas en el Circuito de Montecarlo ganando la primera ronda y haciendo la vuelta rápida. En el Circuito urbano de Valencia obtendría la pole position. En Silverstone ganaría en la segunda carrera y obtendría la vuelta rápida. En el Hockenheimring volvería a conseguir un triunfo en la segunda carrera y la vuelta rápida, adicional a un segundo puesto en la primera carrera. En el Hungaroring obtendría el tercer puesto en la primera carrera. En Spa-Francorchamps volvería a conseguir nuevamente un triunfo en la segunda carrera y la vuelta rápida. Finalmente en el Circuito Yas Marina obtendría el triunfo en la primera carrera y la vuelta rápida.
Finalmente, termina la temporada con el subcampeonato de pilotos solo por detrás del piloto venezolano Pastor Maldonado con un palmarés de cinco victorias, otros dos podios, una pole position y cinco vueltas rápidas totalizando 71 puntos.

### Fórmula 1

#### Probador
El 17 de noviembre del 2010, en el Circuito Yas Marina, en Abu Dabi, Pérez se subiría a bordo del Sauber C29 con el equipo Sauber. Pérez no tendría ningún error en las 91 vueltas que dio al circuito, y marcó un registro de 1´40"543 como su mejor crono, para ubicarse en la sexta posición en la tabla de tiempos del segundo día de la Postemporada de 2010 de la Fórmula 1.

#### Sauber (2011-2012)

##### 2011

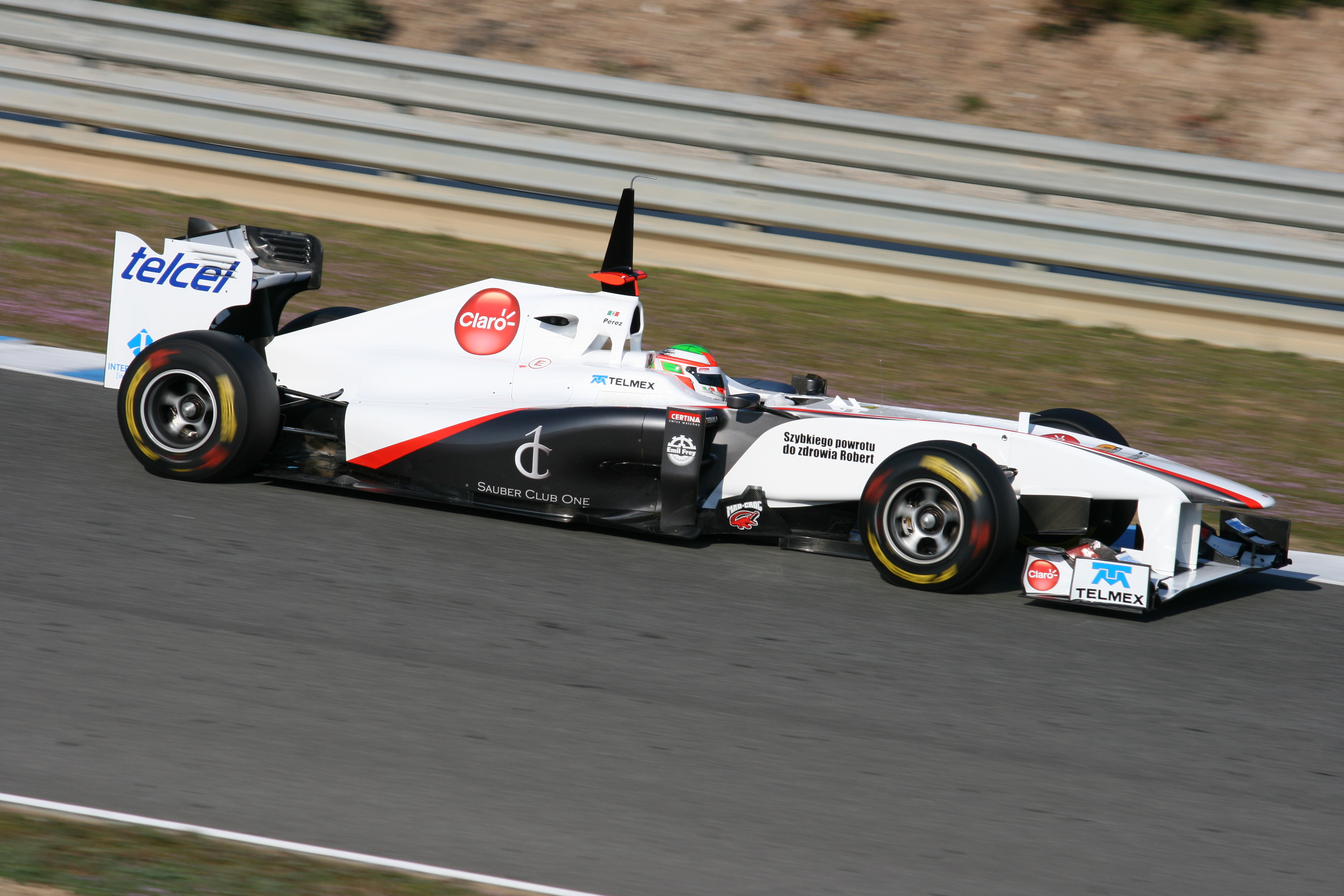
Pérez en los test de Jerez con un Sauber C30.

El 4 de octubre de 2010, Sauber anunciaría que Pérez se uniría al equipo en 2011, en sustitución de Nick Heidfeld. Sauber posteriormente anunció una sociedad con el patrocinador de Pérez, Telmex. Se convertiría en el quinto mexicano en competir en la Fórmula 1, y el primero desde que Héctor Rebaque compitió entre 1977 y 1981. El mexicano ingresaría también en ese año a la Academia de Pilotos de Ferrari donde realizaría unos test con el equipo ese año.
Debutaría en Fórmula 1 en el Gran Premio de Australia, terminando 17.º después de ser descalificado junto con su compañero de equipo, Kamui Kobayashi y tras hacer una sola parada en los boxes que al término de la carrera; en carrera al cruzar la meta, obtienen un 7.º y 8.º puesto respectivamente. La descalificación se da por irregularidades en el alerón trasero de ambos monoplazas que infringían los artículos técnicos 3.10.1 y 3.10.2. en el perfil superior de su alerón trasero.

En el Gran Premio de Malasia se retira por fallos derivados de las piezas que deja un impacto de Sebastián Buemi en su monoplaza de Toro Rosso. Posteriormente, en el Gran Premio de China, comienza en la posición 12 y posteriormente en carrera, termina 17.º después de dos penalizaciones. Para el Gran Premio de Turquía, Pérez inicia la carrera en la posición 15, terminándola en 14.º. Sin embargo, Pérez logra sus primeros puntos al finalizar 9.º en el GP de España después de haber calificado 12.º.

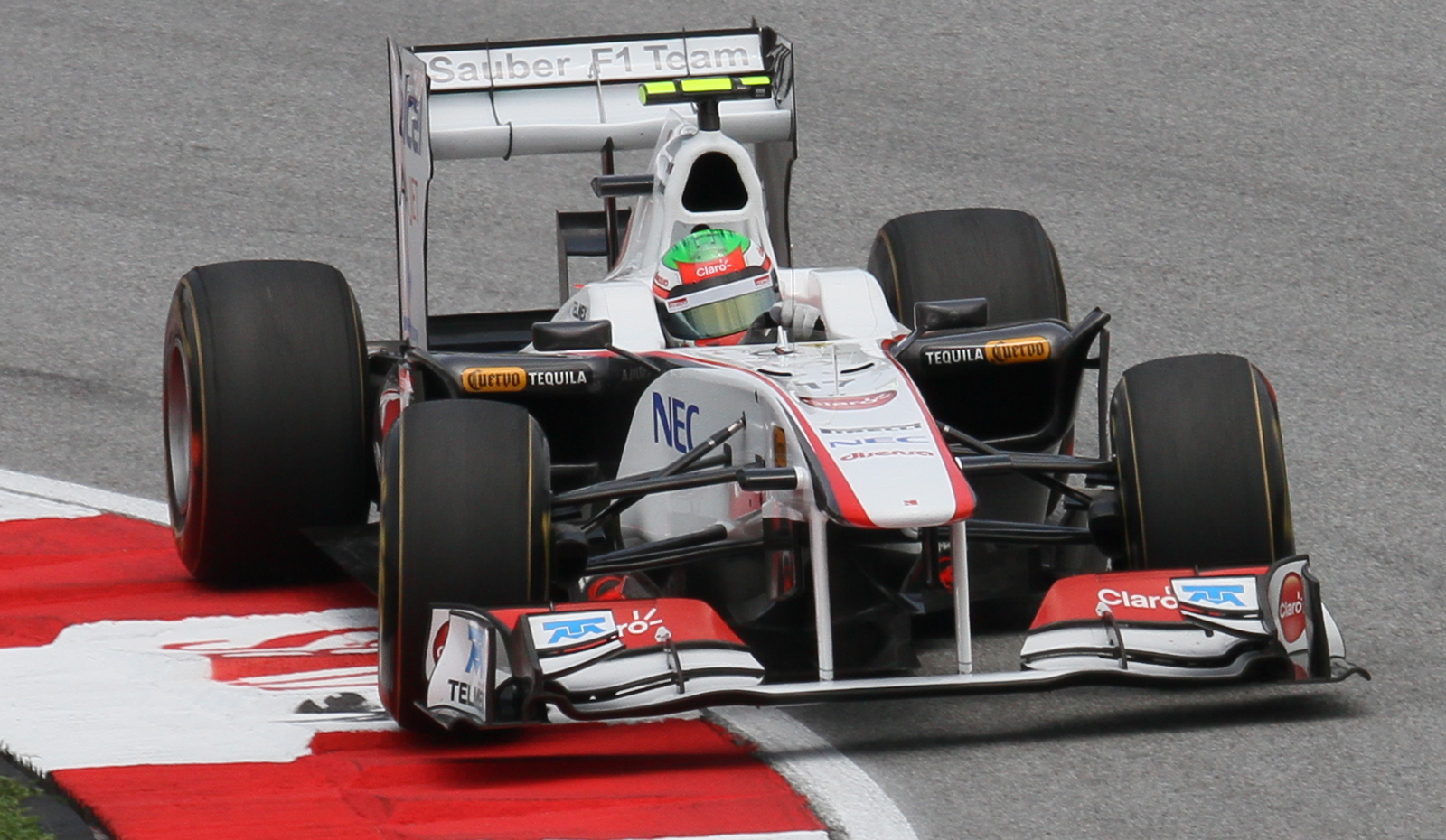
Sergio Pérez pilotando su monoplaza en el GP de Malasia 2011.

Durante el Gran Premio de Mónaco, sufre un accidente tras perder el control de su monoplaza en la salida del túnel (chicane de la curva 10 y 11) durante la clasificatoria. Se comunica que se encontraba consciente y hablando pero con un problema en una de sus piernas aunque sin ninguna lesión seria. Después de un examen médico cede su asiento a Pedro de la Rosa para el Gran Premio de Canadá. Regresa a pista en el Gran Premio de Europa y termina con un 7.º puesto después de iniciar 12.º.
En el Gran Premio de Alemania logra iniciar en la posición 12 y termina en la posición 11. Continua en el Gran Premio de Hungría terminando en la posición 15 habiendo iniciado en la 10. Para el Gran Premio de Bélgica, en Spa Francorchamps, obtiene el 9.º lugar en la arrancada y finaliza la carrera retirándose en la posición 17 por problemas en la suspensión. Durante el Gran Premio de Italia, inicia la carrera en la posición 15 y se retira por problemas en la caja de cambios repitiendo la posición 17. Logra obtener la velocidad máxima más alta registrada en lo que va del año con 349.2 km/h.
El 28 de julio, Sauber F1 Team confirmaría a sus tres pilotos para la temporada 2012 de Fórmula 1: Sergio Pérez, Kamui Kobayashi y Esteban Gutiérrez, este último fungiría como piloto de pruebas y de reserva.
El 13 de septiembre, Pérez probaría un Ferrari F60 con Ferrari, esto como parte de pertenecer a la Academia de Pilotos de Ferrari. Pérez realizó la prueba con su compañero miembro de la academia Jules Bianchi. Después de hacer las pruebas con Ferrari, se vincularía con el equipo italiano para 2013.
En las últimas carreras, bajaría el rendimiento de su Sauber C30. Sin embargo, en Japón terminaría octavo y estaría a punto de lograr la vuelta rápida. Finalizaría la temporada con un total de 14 puntos, lo que lo situó en el 16.º puesto del campeonato de pilotos.

##### 2012: Primer podio

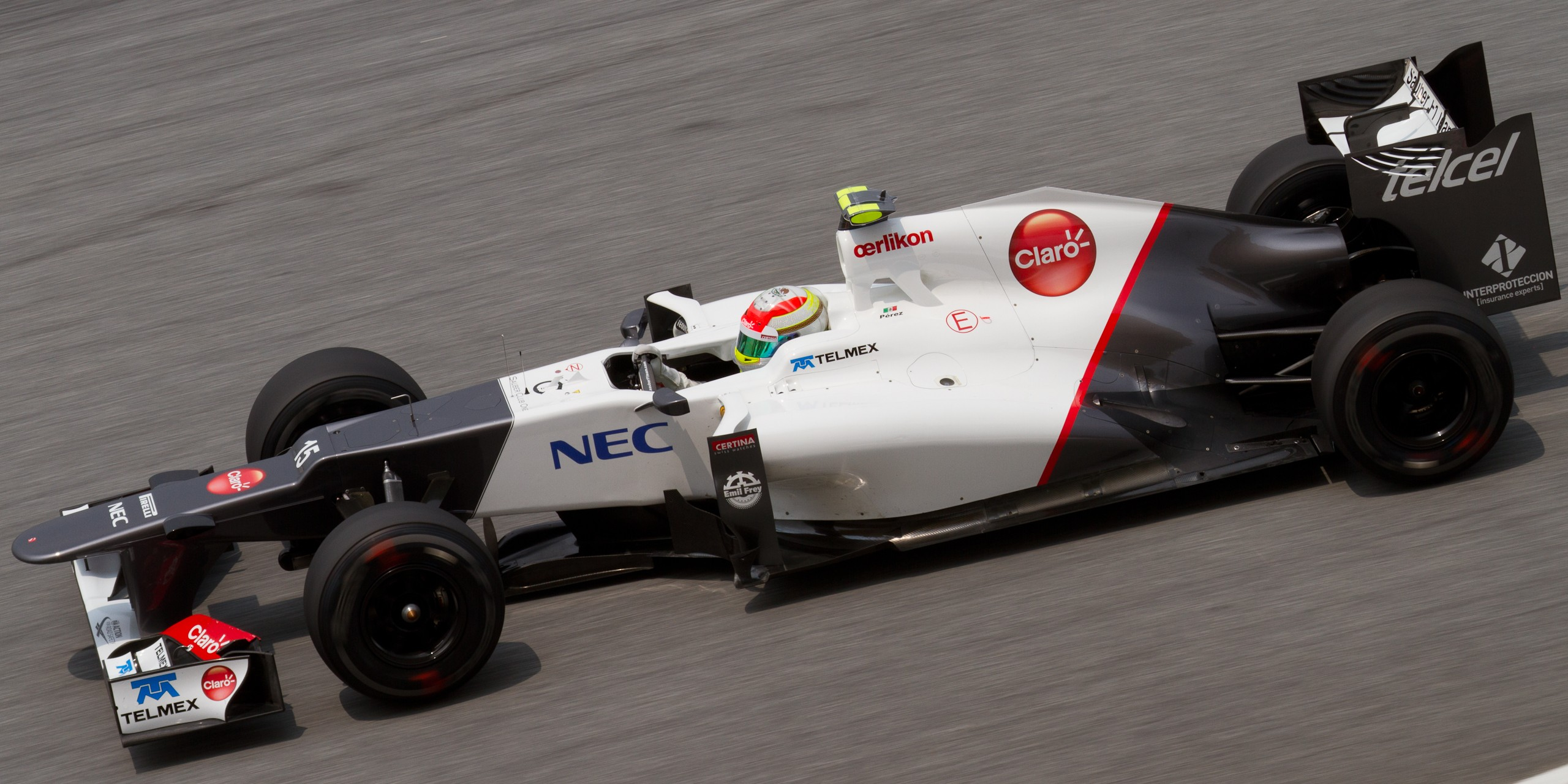
Pérez al volante del Sauber C31.

La temporada de 2012 inició con el GP de Australia, donde los nuevos Sauber C31 logran buenos resultados: Kobayashi queda en sexto y Pérez finaliza en octavo después de arrancar en la posición 22 debido a una penalización por haber cambiado la caja de velocidades antes de la competición. Haber adelantado 14 lugares durante la prueba fue lo más destacado del día, incluyendo que Pérez hubiese rodado en el segundo lugar por algunos giros. Con esto, Pérez obtiene sus primeros cuatro puntos de 2012 y la prensa vuelve a especular con un posible paso del piloto mexicano a Ferrari.

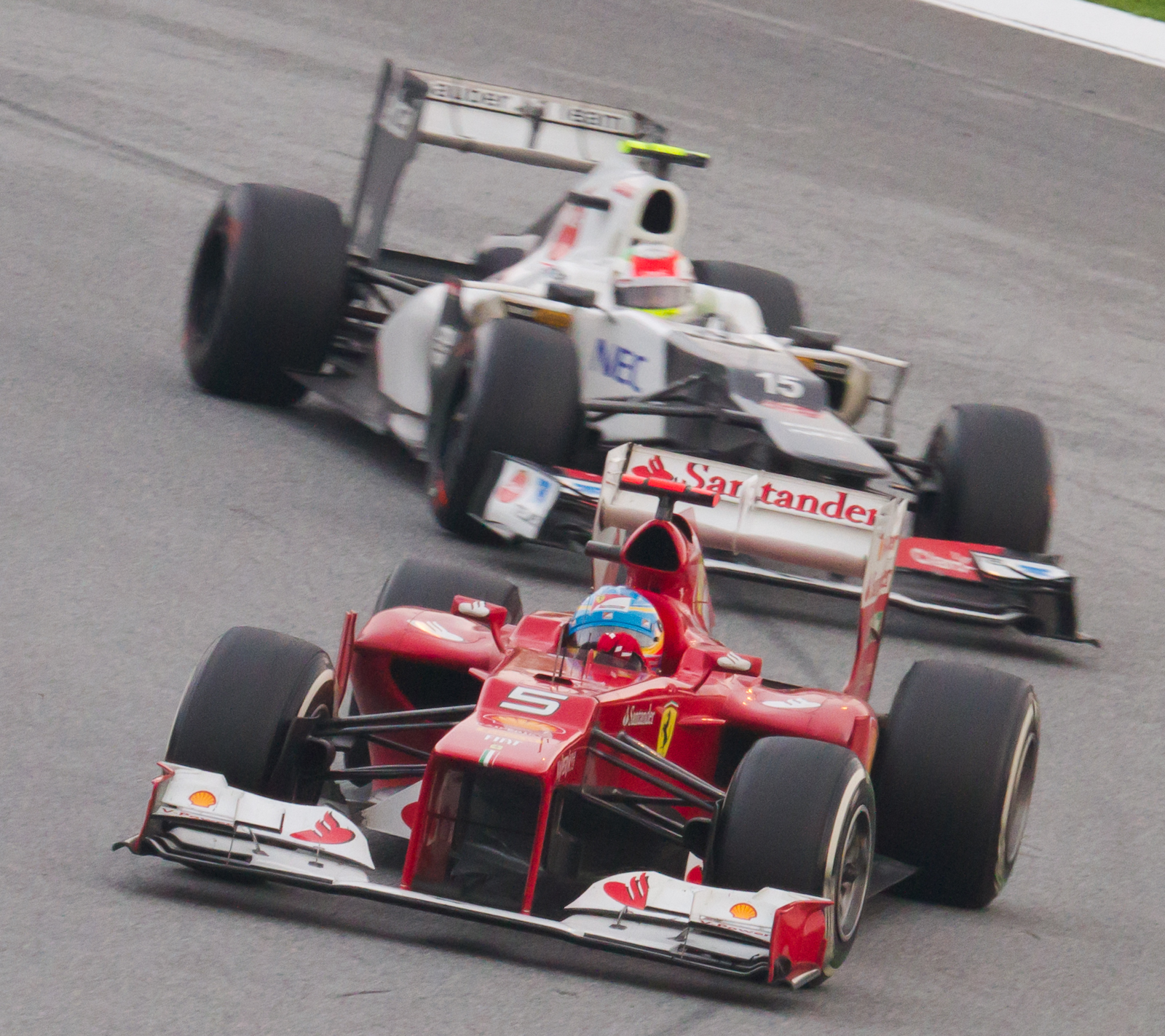
Sergio Pérez acechando a Fernando Alonso por el liderato del GP de Malasia 2012.

En el GP de Malasia, Pérez consigue su primer podio en la F1 al acabar segundo. La página oficial de la F1 califica a Checo como: "the man of the match" (el hombre de la carrera), por su actuación quedando a 2.263 segundos de Fernando Alonso en una carrera que sufrió una interrupción de 51 minutos por lluvia y en la cual el tapatío inició la prueba desde el 9.º puesto. El último mexicano en subir a un podio había sido Pedro Rodríguez en el GP de Países Bajos de 1971. Esa actuación alimentó todavía más las especulaciones sobre su futuro en la Scuderia Ferrari.
Para el GP de China Pérez calificó en el octavo puesto (el mejor de su carrera), pero al final quedó en undécimo por una mala estrategia de dos paradas en los pits y por problemas con el embrague de su Sauber C31.
Después de cuatro carreras negativas (China, Baréin, España y Mónaco), Checo regresa al podio con el tercer lugar del GP de Canadá. La calificación del día anterior fue complicada, ya que Pérez se tuvo que conformar con el 15.º puesto, con lo que avanzó 12 posiciones en carrera tras ir a una estrategia de una sola parada.
En el GP de Europa que se verificó en Valencia Checo califica en el lugar 15 con su Sauber C31 fuera de balance; las calificaciones siguen siendo el talón de Aquiles del equipo. En la carrera del domingo Pérez rescata dos valiosos puntos para su cuenta personal al finalizar en la novena plaza.
Durante el GP de Gran Bretaña, Pérez se retiró en la vuelta 12 después de una colisión provocada por Pastor Maldonado. Checo criticó al venezolano, afirmando que "todo el mundo tiene preocupaciones acerca de él" y añadió, "es un piloto que no sabe que estamos arriesgando nuestras vidas y no tiene ningún respeto en absoluto". Maldonado recibió una doble sanción en la forma de una reprimenda de la FIA y una multa de €10,000 después de la carrera. Pérez añadió más tarde, "basta con revisar las últimas carreras; arruinó la carrera de Hamilton (en Valencia), y arruinó mi carrera en Mónaco haciendo cosas estúpidas. Yo no entiendo porqué los comisarios no toman una decisión seria con él. No están haciendo nada para darle una lección".
Para el GP de Alemania Sergio inicia del puesto 17 y termina sexto, remontando 11 lugares y defendiendo al final la posición del hombre que hizo la vuelta rápida de la competición, Michael Schumacher.

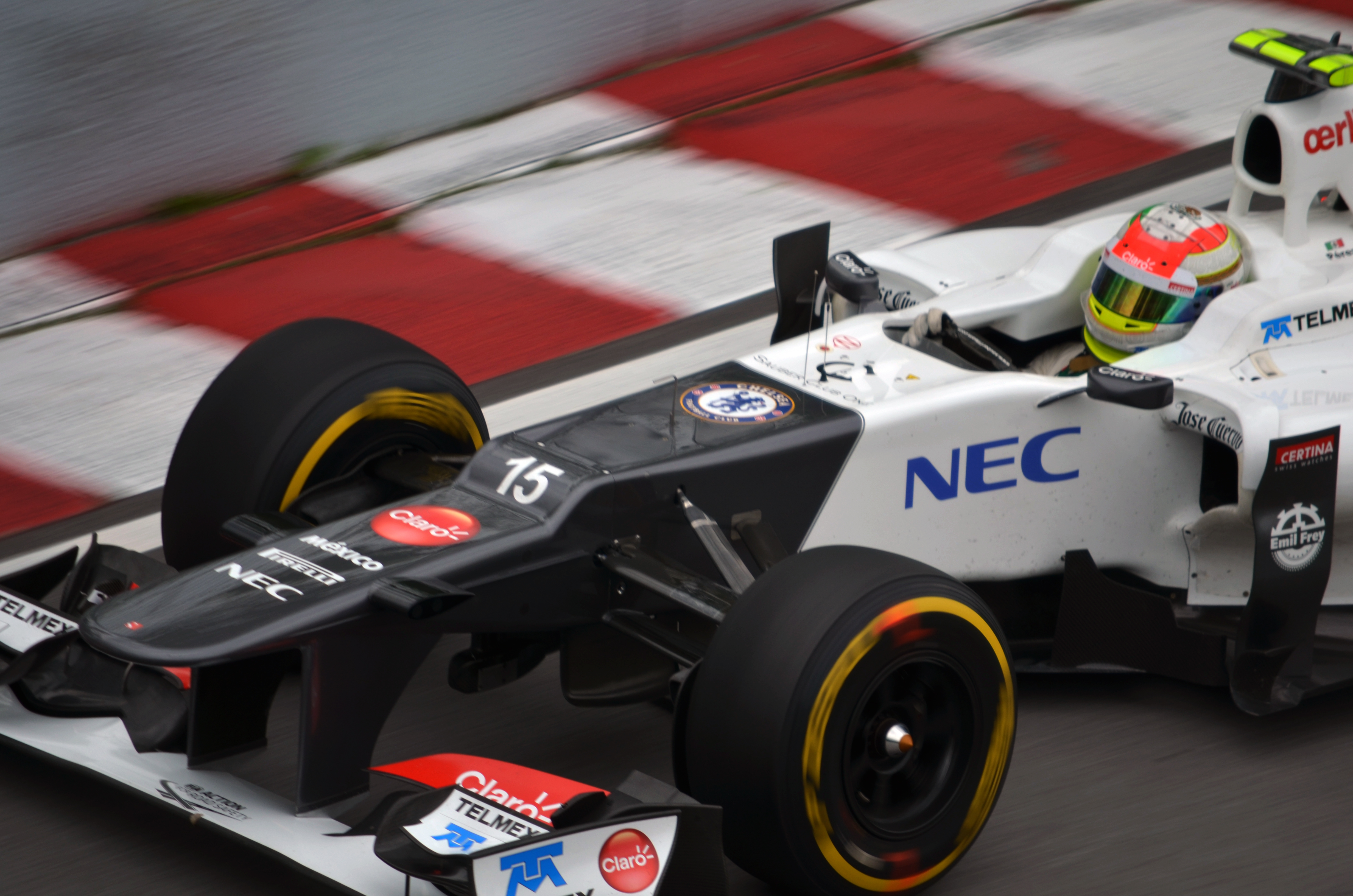
Pérez durante el Gran Premio de Canadá 2012 donde consiguió el tercer escalón del podio.

En el GP de Bélgica Checo pasa a la Q3 y consigue el cuarto puesto, originalmente el mexicano había calificado en quinto puesto para la carrera del domingo, pero una penalización a Maldonado le ascendió una posición en la parrilla. Para la carrera, Pérez es forzado a retirarse en la primera vuelta por un espectacular accidente en la salida provocado por Romain Grosjean, que golpeó a Lewis Hamilton y donde también estuvo implicado el líder del campeonato Fernando Alonso.
Checo logra su tercer podio en el GP de Italia. El sábado, Pérez quedó fuera de la Q3 y se ubicó en el puesto de arrancada número 12. El domingo el equipo Sauber hace una gran estrategia arrancando con neumáticos duros y cambiando por gomas intermedias en la vuelta 29/53, esta táctica fue diametralmente opuesta a la de sus rivales. Durante la carrera realiza espectaculares rebases en pista a hombres como Rosberg, Räikkönen, Massa y Alonso a quien le roba la segunda posición para quedar a 4.3 segundos de Hamilton. Como nota curiosa, el podio lo conformaron los pilotos que quedaron fuera por el percance con Grosjean el fin de semana anterior en Spa: Hamilton, Pérez y Alonso; y con un orden invertido respecto al primer cajón de su carrera en Malasia (eran Alonso, Pérez y Hamilton).
Para el GP de Japón, Checo inicia con el pie derecho, pasando a la Q3 y logrando un quinto puesto en la parrilla, lo que vislumbra una posibilidad de podio en Suzuka. Sin embargo, tuvo que abandonar tras hacer un trompo en el giro 19.
Checo Pérez termina su segunda temporada en F1 en el top ten del campeonato de pilotos, con 66 puntos, una vuelta rápida (Mónaco), tres podios (Malasia, Canadá e Italia) y siete participaciones en la Q3.

#### McLaren (2013)

##### 2013

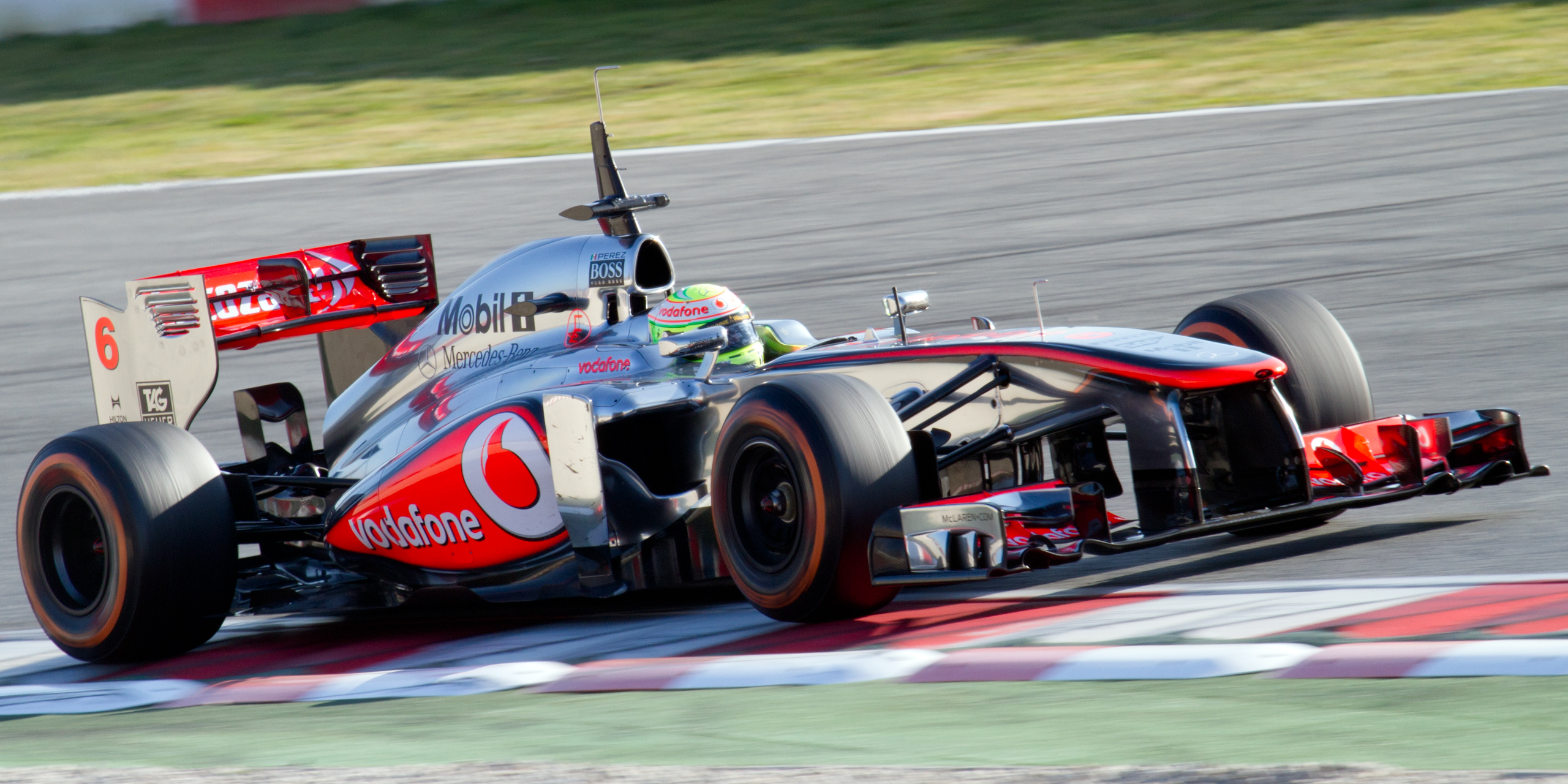
Pérez en los test de Barcelona con un MP4-28

Antes de finalizar la temporada 2012, se oficializaría la incorporación de Pérez a McLaren para 2013. Sergio se decantaría por McLaren ante la indecisión de Ferrari. A fines de noviembre de 2012 sustituirá a Lewis Hamilton en la serie animada de McLaren Tooned. Pese a ser su debut con la escudería británica, el objetivo de Pérez sería ganar el campeonato ya en 2013. En su primera carrera del 2013, el GP de Australia, Checo tuvo un fin de semana negativo en cuanto a resultados, calificando 15.º y concluyendo en la posición 11.ª.
Durante la calificación para el Gran Premio de Malasia, Sergio percibe mejoras en su McLaren y pasa a la Q3 en el puesto 10 de la parrilla, pero más tarde fue beneficiado por una penalización a Räikkönen por estorbar al Mercedes de Rosberg, de modo que comenzó desde el noveno puesto. Al final de la prueba Checo se ubica en novena posición obteniendo sus primeros puntos del campeonato, su McLaren aún no está en condiciones de dar batalla a los punteros. Como premio de consolación Pérez establece la vuelta rápida en el último giro a un promedio de 201.159 km/h.

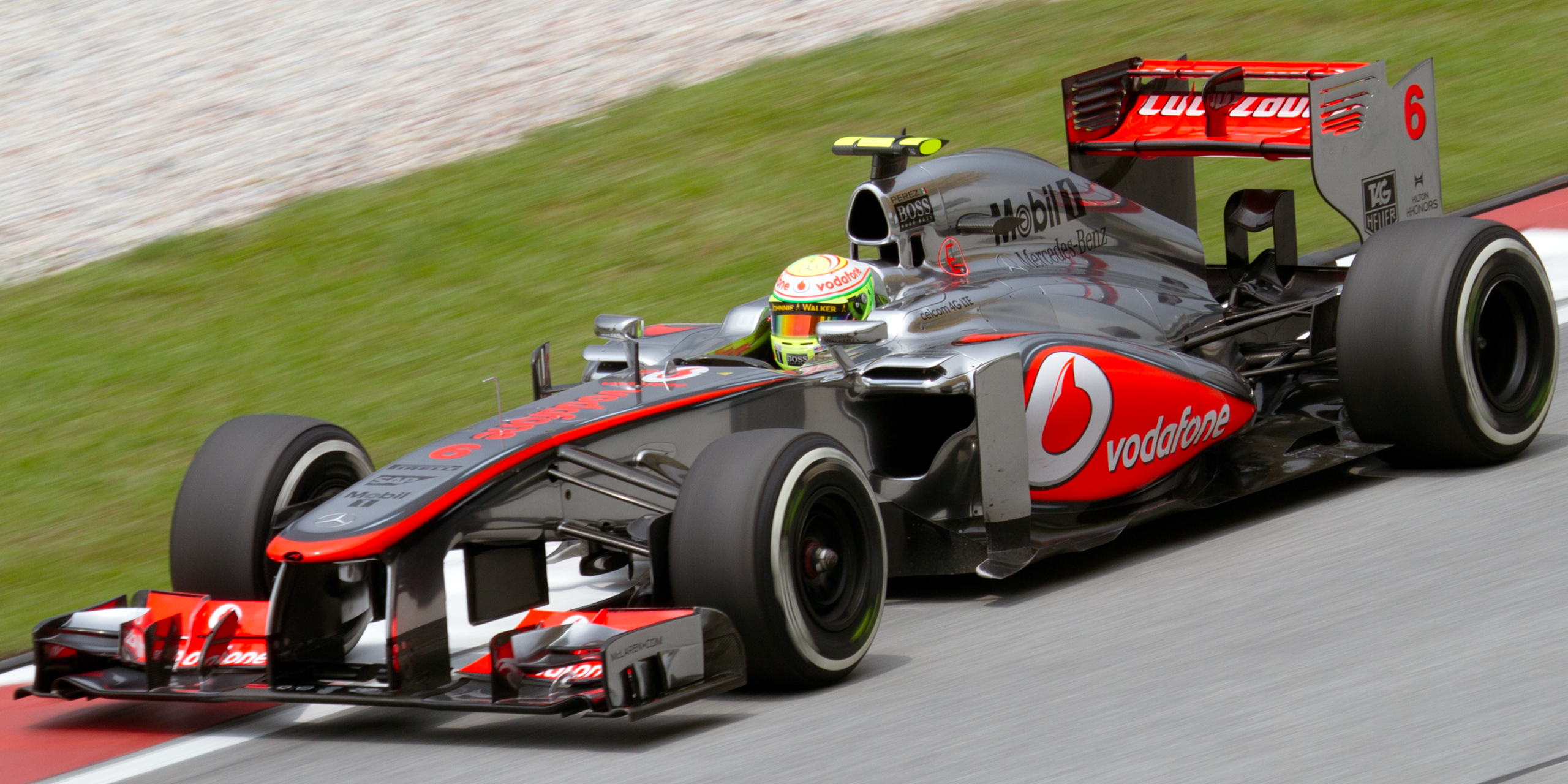
Pérez en el MP4-28 durante el GP de Malasia.

En el Gran Premio de Baréin, Checo regresa a los puntos, arranca del 12.º puesto y termina sexto por delante de su coequipero Button (décimo), con quien tuvo un aguerrido duelo en el que se tocaron en un par de ocasiones. El McLaren MP4-28 muestra signos de mejoría de cara a las siguientes carreras en Europa.
Después del Gran Premio de Baréin, Jenson Button diría sobre el estilo de conducción de Pérez:

He corrido con muchos compañeros de equipo a lo largo de los años y con un compañero de equipo bastante agresivo en Lewis, pero no estoy acostumbrado a conducir por la recta y luego mi compañero de equipo viene y me mueve las ruedas y golpea ruedas conmigo a 300 km/h. He tenido algunas peleas difíciles en la F1, pero no tan sucias como esa. Eso es algo que haces en el karting y normalmente lo superas con el tiempo, pero obviamente ese no es el caso de Checo [Pérez]. Pronto sucederá algo grave por lo que tiene que calmarse. Es extremadamente rápido e hizo un gran trabajo hoy, pero algo de eso es innecesario y un problema cuando estás haciendo esas velocidades.
Jenson Button hablando con ESPN sobre Pérez después del Gran Premio de Baréin de 2013

En España, Sergio entra a la Q3 y consigue el 9.º puesto en la parrilla de salida, en carrera acaba en esa misma posición, sumando dos puntos más, aunque es superado por su compañero de equipo, con el que está teniendo varias batallas en la pista este año. En Mónaco vuelve a entrar a la Q3 en una clasificación lluviosa, calificando séptimo para el domingo. En carrera realiza un buen adelantamiento a Button, pero realiza maniobras arriesgadas, adelantando al español Fernando Alonso, obligándolo a salirse de pista para evitar un accidente. Después de la bandera roja, tras otro intento de rebase de Pérez sobre Alonso, obligan al español a cederle la posición al mexicano. Posteriormente, intenta una maniobra similar con Kimi Raikkönen, pero termina golpeando el muro y queda con problemas en los frenos que lo obligan a abandonar unas vueltas después.
Un par de semanas más tarde, en Canadá, Pérez no consigue entrar a la Q3, calificando en el 12.º puesto, quedando eliminado en la Q2. En carrera, el mexicano vuelve a mantener una lucha con su compañero Jenson Button, al que logra ganarle la partida, acabando 11.º por delante del británico.
En el GP de Alemania, el MP4-28 mostró una leve mejoría después de la carrera en Silverstone; en donde nuevamente no volvieron a puntuar, ya que Pérez abandonó al explotarle la rueda trasera izquierda mientras marchaba quinto. Para Nürburgring, Pérez clasificó 13.º por problemas en su difusor, pero para la carrera en la primera vuelta logró ponerse 9.º por delante de Button, y finalmente los 2 pilotos de McLaren terminaron en los puntos nuevamente: Button terminó sexto y Pérez octavo.
Durante el GP de la India, Checo pasa a la Q3, arranca en la novena posición de la parrilla de salida y finaliza la carrera en el quinto puesto, a solo cuatro segundos del podio, con esto logra su mejor resultado de la temporada.
En noviembre, Pérez confirma que no seguiría en McLaren en 2014. El mexicano finalizó esa temporada en el puesto 11 del campeonato con 49 puntos, mientras que Button fue noveno con 73.
Pérez confirmaría el 13 de noviembre de 2013 que no seguiría en McLaren al final de la temporada para ser reemplazado por Kevin Magnussen. El 12 de diciembre de 2013 (exactamente un mes después de que se anunciara que dejaría McLaren), Force India confirmara que Pérez se uniría a Nico Hülkenberg en su alineación de pilotos para 2014 en un acuerdo de 15 millones de euros.

#### Force India (2014-2018)

##### 2014

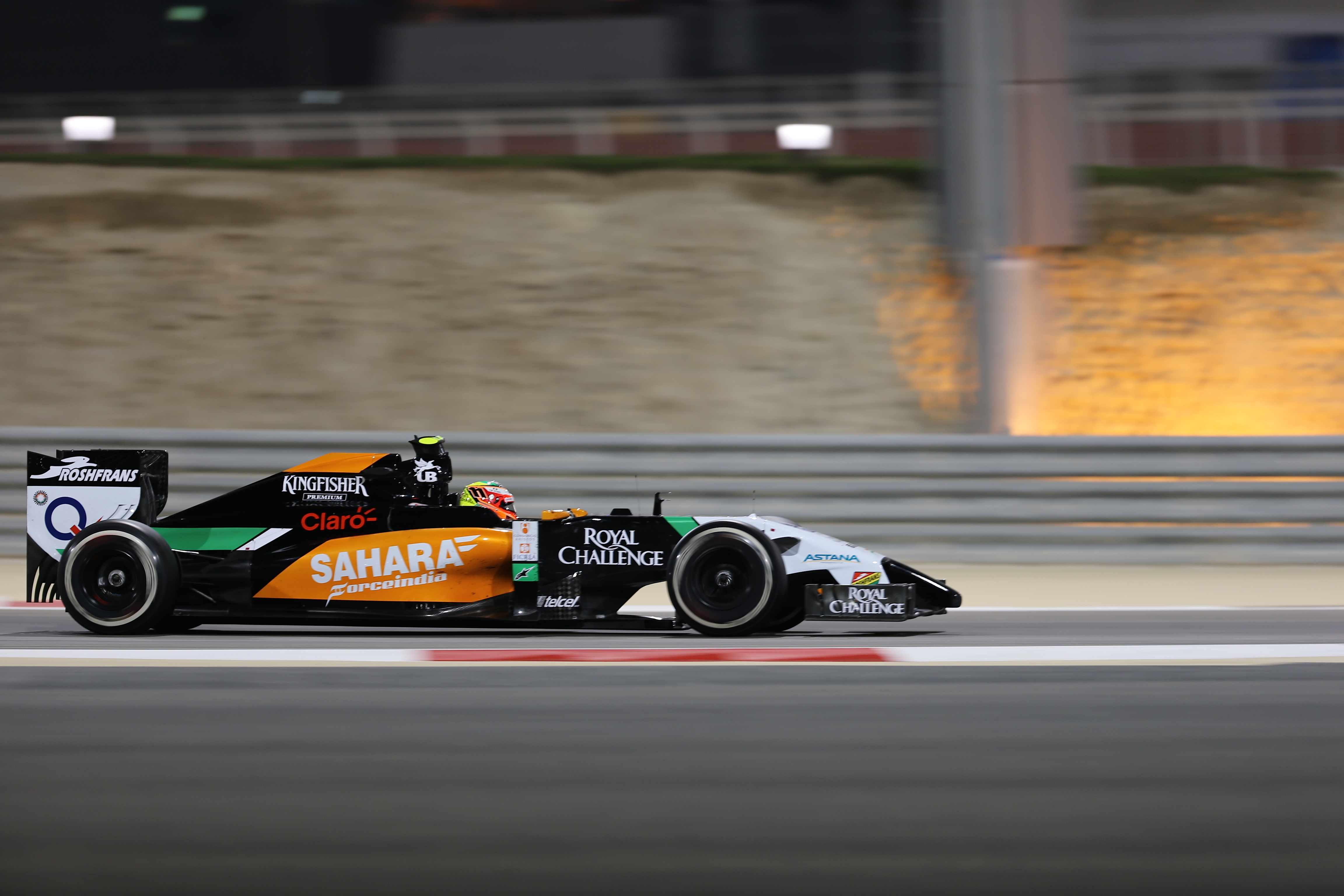
Pérez en el GP de Baréin de 2014 donde consigue su primer podio desde la temporada de, con un tercer lugar en la carrera.

Force India contrató a Pérez como piloto titular para la temporada de 2014.
La temporada inicia con un punto por el décimo puesto en Australia. Para el GP de Malasia la suerte no mejora y 'Checo' ni siquiera puede arrancar su Force India VJM07 por problemas en la caja de cambios. Finalmente la suerte le sonríe en el GP de Baréin con un tercer puesto en el cual tuvo un cierre complicado a escasos 0,422 segundos de Daniel Ricciardo que llegó en cuarto lugar.
En el GP de Austria, Checo termina en sexta posición y obtiene su tercera vuelta rápida de su carrera, a la vez que da a Force India su tercera vuelta rápida de su historia. En la segunda mitad de la temporada, Pérez resulta séptimo en Italia, Singapur y Abu Dabi, y octavo en Bélgica. Por tanto, el mexicano se ubica en el top ten del campeonato de pilotos por delante de Kevin Magnussen y Kimi Räikkönen.

##### 2015
El dueño de Force India, Vijay Mallya extendió su contrato para la temporada 2015 de Fórmula 1. Mallya informó que se decidió hacer uso de su opción de mantener a Checo para el próximo año y también negocia una extensión de contrato para 2016. Dos semanas después, el equipo confirma la renovación del contrato con el piloto mexicano por varios años.

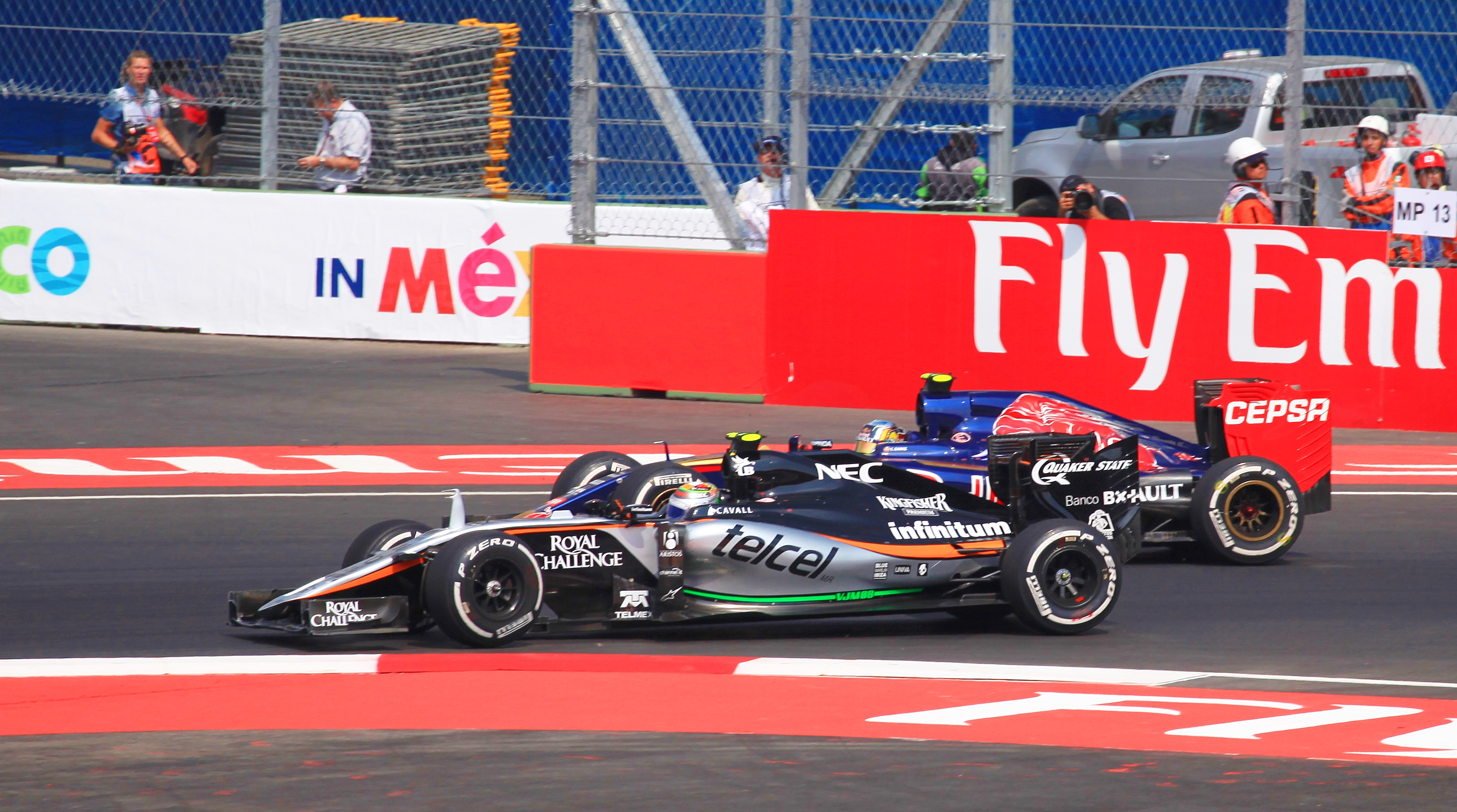
Sergio Pérez rebasando a Carlos Sainz Jr. en el GP de México 2015.

El nuevo monoplaza parece mantener el ritmo de su predecesor a principios de temporada, pero ambos pilotos del equipo encuentran progresivamente más difícil lograr buenas actuaciones. Pérez logra superar consistentemente a su coequipero, pero después la balanza se inclina más en favor de Hülkenberg. En el Gran Premio de Gran Bretaña, Force India introduce una evolución del VJM08, el VJM08B, la cual suponía un paso adelante en el rendimiento del equipo. Jornadas de contrastes sufrió el mexicano, al lograr un 9.º en aquel Gran Premio, anterior a su primer retiro del año en Hungría. Finalmente, en Bélgica, Pérez consigue la mejor posición en parrilla (4.º) y el mejor resultado del año para él y el equipo (5.º).
En el GP de Rusia Checo termina en el tercer puesto después de una sufrida carrera y una gran estrategia en el manejo de neumáticos con 41 vueltas de su segundo stint a partir de un safety car en la vuelta 12 producido por Romain Grosjean. Con esto el mexicano logra el quinto podio de su carrera en F1 y el segundo con Force India. Con dos quintas posiciones en Austin y Yas Marina, cerró el que probablemente haya sido su mejor año en la máxima categoría, obteniendo el noveno lugar en el campeonato mundial.

##### 2016
Para esta campaña el equipo utiliza el Force India VJM09 y mantiene a su dupla de pilotos.

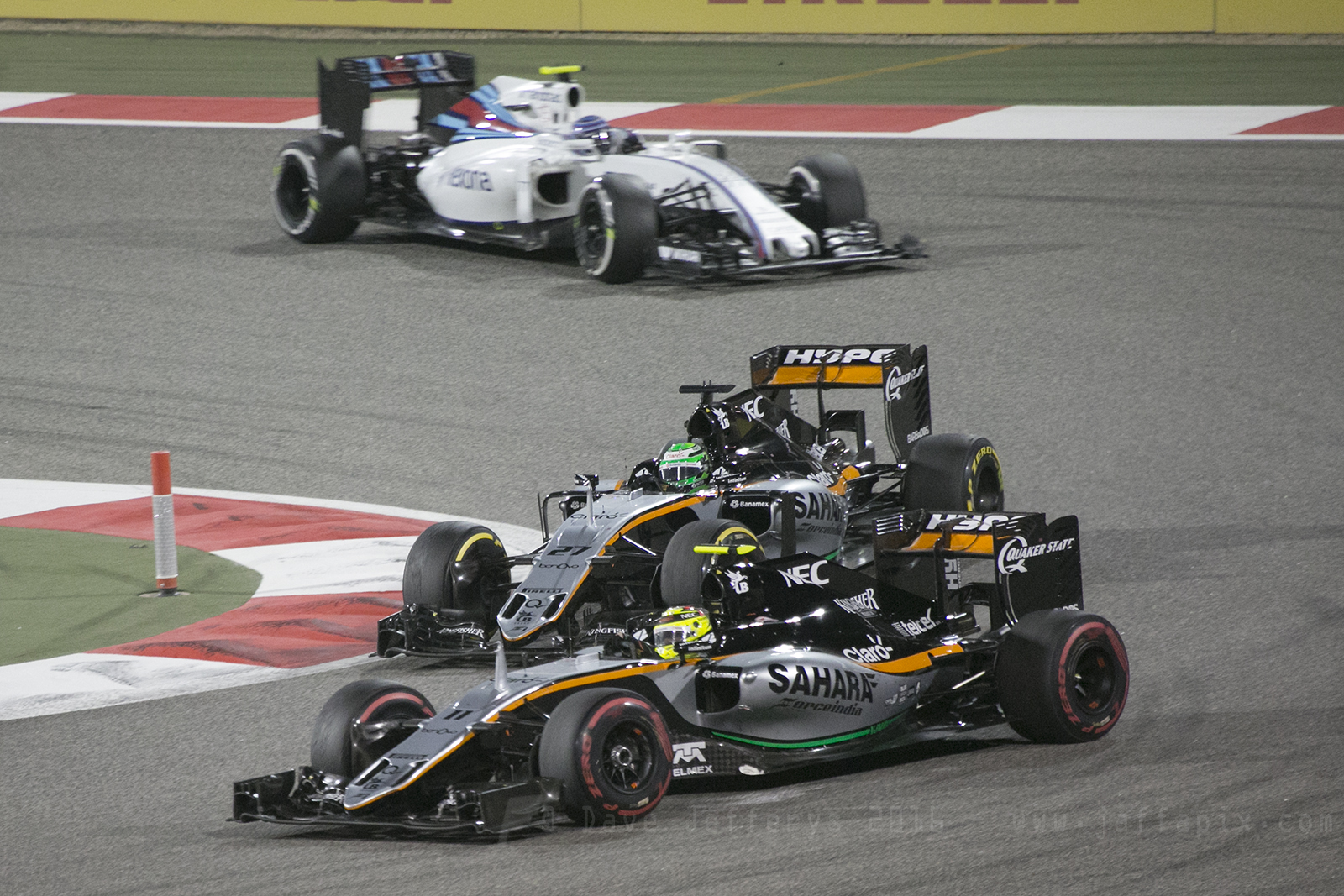
Pérez y Hülkenberg en el GP de Baréin 2016

En el GP de Mónaco Checo obtiene su sexto podio de su carrera en F1, arranca del 7.º puesto y termina 3.º, solo detrás de Lewis Hamilton y de Daniel Ricciardo. La carrera inició con auto de seguridad debido a la intensa lluvia, en la vuelta 15 cambia a neumáticos de lluvia intermedia y en el giro a 31 lisos suaves. Sebastian Vettelnó detrás de Pérez y no logró acercarse al piloto mexicano aunque lo intentó en repetidas ocasiones.

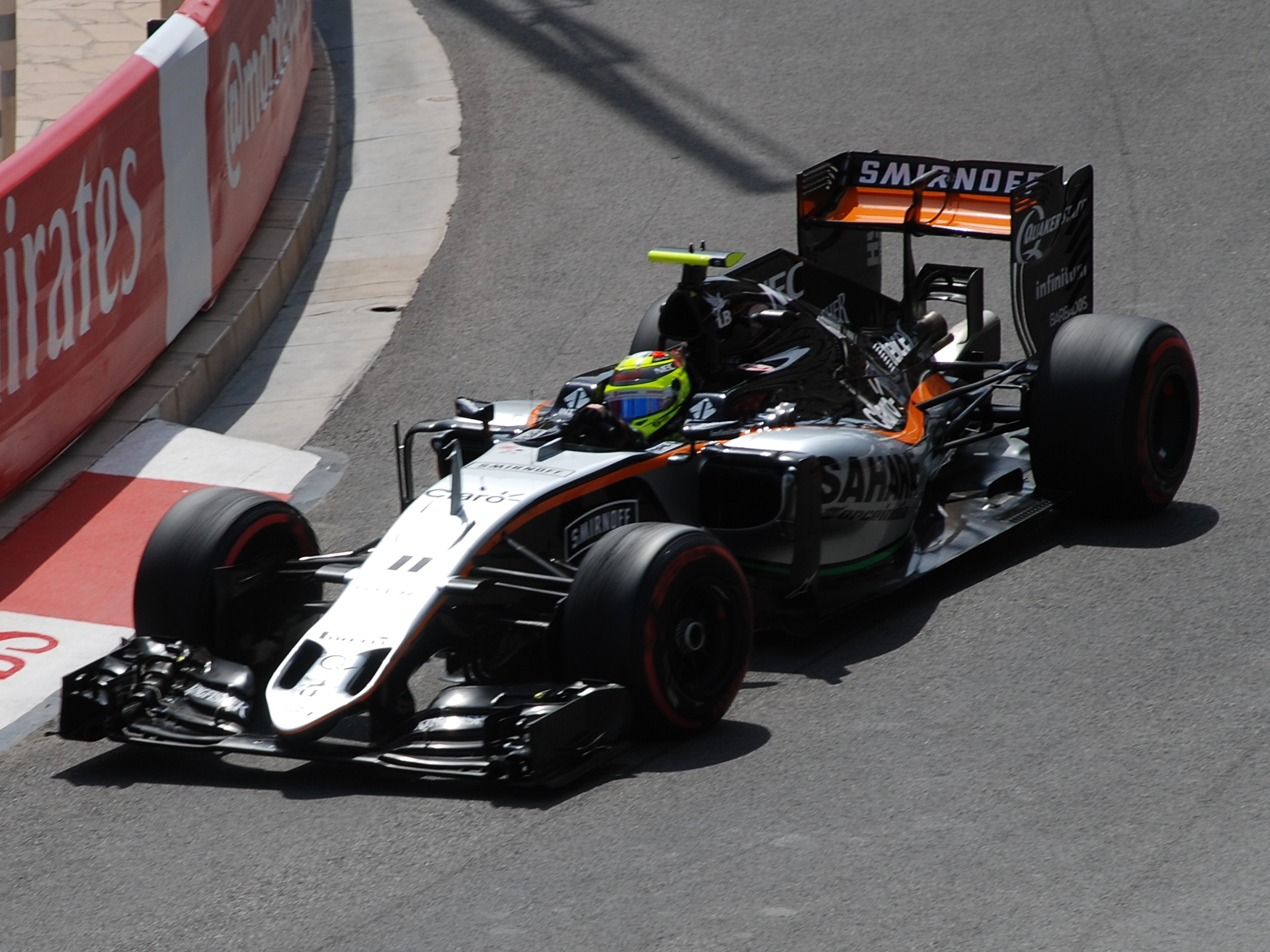
Pérez, finalizó en el ., lugar en el GP de Monaco 2016.

Gran fin de semana en la octava fecha del calendario, el GP de Europa, celebrado en el Circuito callejero de Bakú, Checo Pérez no salió del top 6 en los prácticas libres y en la calificación quedó segundo pero por una sanción de cambio de caja de velocidades arranca 7.º. En el domingo en la carrera avanza dos posiciones al inicio dando cuenta de Kvyat y de Massa y en el último giro rebasa a Räikkönen, quien aunque debía de cumplir con una sanción de 5 segundos Pérez lo quiso pasar en pista. Checo quedó por detrás solo de Rosberg y de Vettel. Con este séptimo podio iguala al legendario Pedro Rodríguez con igual número de podios.
Con el cierre de la temporada en el GP de Abu Dabi, Pérez concluye en la octava plaza y con la mejor posición de su carrera con el séptimo puesto, rebasando las 100 unidades y con 16 puntos por encima de su más cercano perseguidor, Valtteri Bottas, además de paso, colocar a Force India en el cuarto puesto de la tabla de constructores, arriba de equipos que han tenido campeonatos mundiales como Williams, McLaren y Renault.

##### 2017

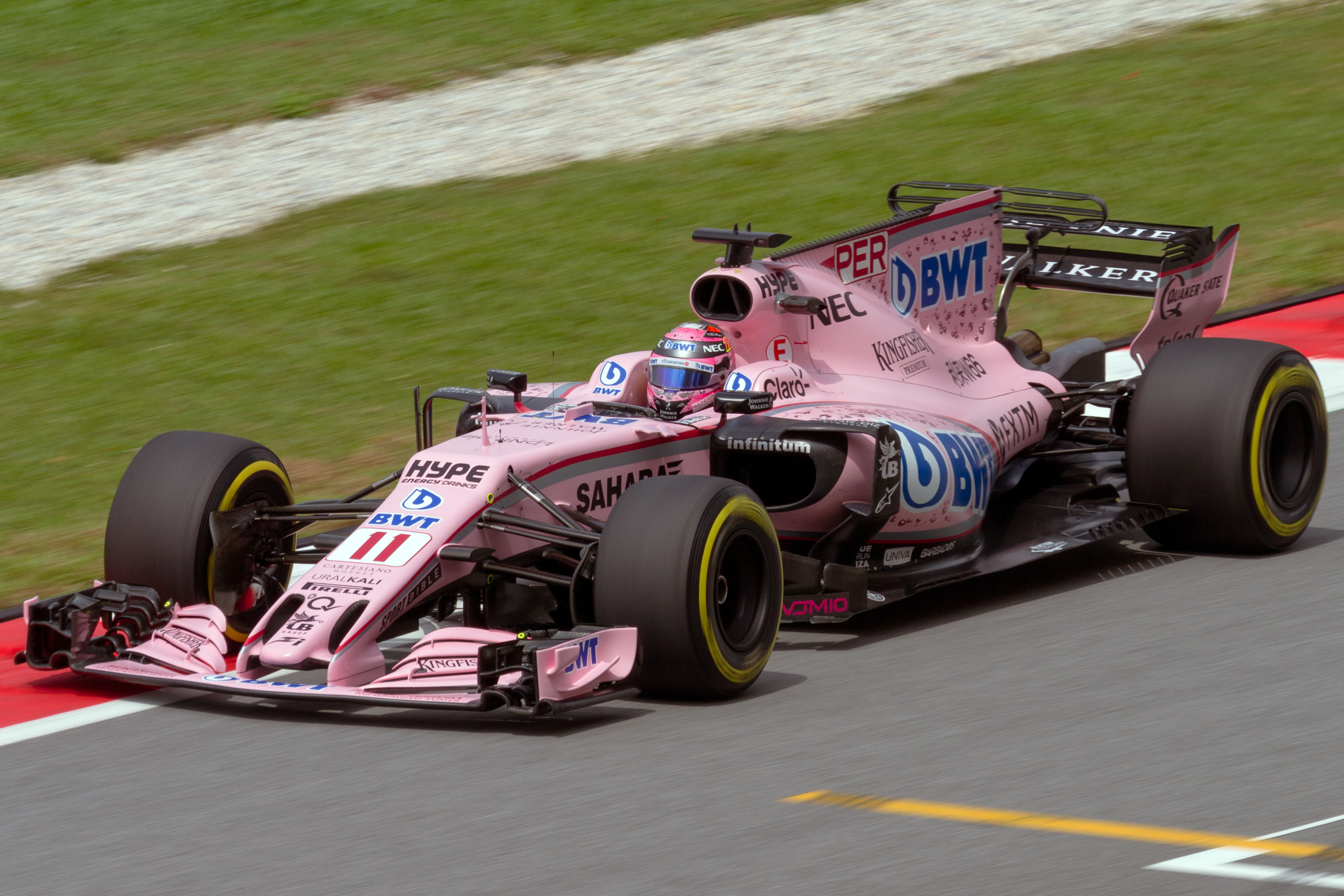
Sergio Perez en el GP de Malasia 2017

Checo Pérez confirma su permanencia por cuarto año consecutivo en Force India para la temporada 2017 de Fórmula 1, con lo que terminan las especulaciones del fichaje con Renault, Williams y Haas.
Para la temporada del 2017, Pérez y su coequipero Esteban Ocon contaron con el VJM10, que se mostró tan competitivo como el modelo anterior. El mexicano no pudo obtener ningún podio, obteniendo un cuarto puesto en España como mejor resultado. No obstante, finalizó en la zona de puntos en todas las carreras excepto tres, dos de ellas por toques con su compañero Ocon, y la restante por contacto con Daniil Kvyat. De este modo, el tapatío finalizó séptimo en el campeonato, por detrás de los pilotos de Mercedes, Ferrari y Red Bull.

##### 2018
Después de un complicado inicio de la temporada 2018 en la que en los tres primeros grandes premios, Pérez se fue sin sumar un solo punto en el GP de Azerbaiyán, Checo sube al podio en el tercer puesto después de una carrera muy complicada, ya que en la primera vuelta fue golpeado por Sergey Sirotkin en la parte posterior de su auto y de la octava posición de arrancada cayó a la decimosexta, porque tuvo que ir a boxes a cambiar la trompa de su VJM11, además de remontar una penalización de cinco segundos por rebasar durante un auto de seguridad. A tres vueltas del final, Pérez rebasa a Sebastian Vettel y se queda con el último escalón del podio. Con esto Checo sobrepasa a Pedro Rodríguez como el mexicano con más podios en F1, con ocho.

#### Racing Point (2018-2020)

##### 2018

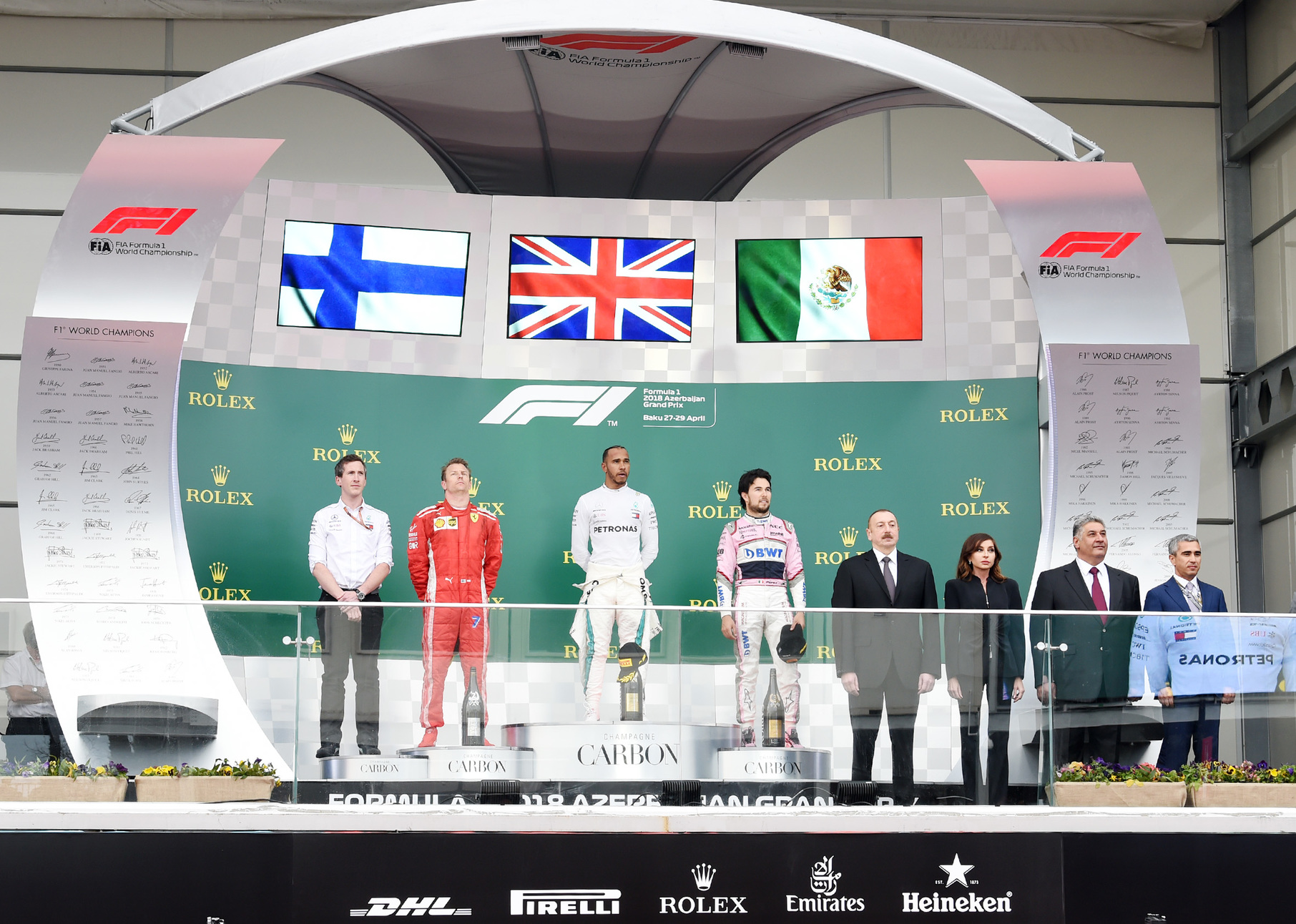
Ceremonia del podio del GP de Azerbaiyán de 2018. Lewis Hamilton, Kimi Räikkönen y Pérez

En un año muy complicado económicamente, Checo obtuvo el último podio en la historia del equipo indio, logrando un tercer lugar en el Gran Premio de Azerbaiyán de 2018. Superó al entonces líder del campeonato, Sebastian Vettel, por el tercer lugar con unas pocas vueltas para el final, lo que lo convirtió en el primer piloto en terminar dos veces en el podio en el circuito callejero de Bakú (en 2016 y 2018). Otro final de puntos llegó con un 9.º lugar en el Gran Premio de España. En el Gran Premio de Francia, se retiró de la carrera por una falla en el motor. Siguieron tres finales de puntos consecutivos, con finales de 7.º o lugar en el Gran Premio de Austria y el Gran Premio de Alemania.

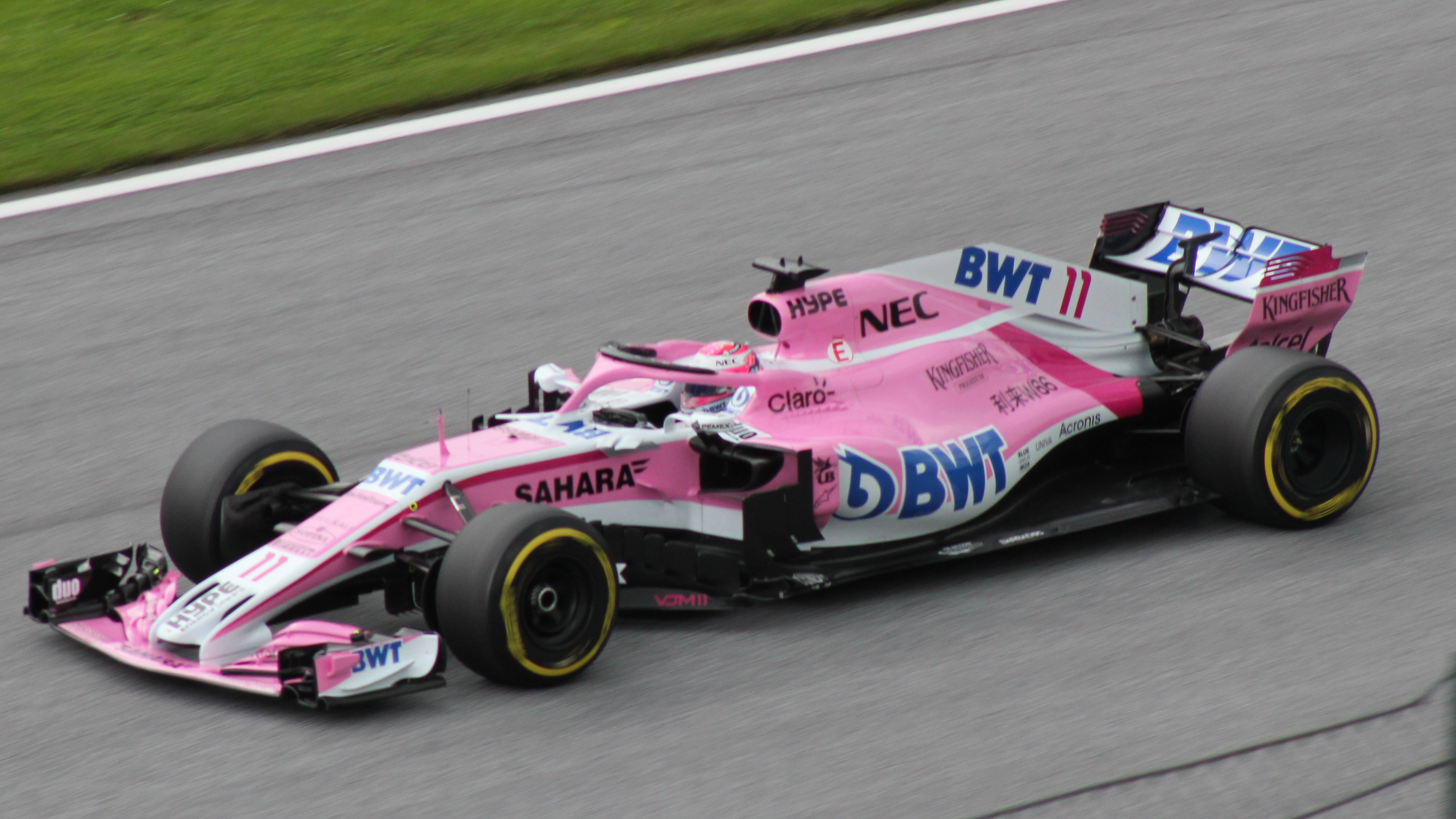
Pérez en el GP de Austria 2018

Después del Gran Premio de Hungría, el equipo Force India entró en concurso de acreedores tras una crisis financiera. Pérez, junto a otros miembros del equipo, habían iniciado acciones legales. Pérez dijo que esta acción se tomó para salvar al equipo y sus empleados de una orden de liquidación instigada por otros acreedores, lo que habría resultado en la quiebra del equipo. Poco antes del Gran Premio de Bélgica, un consorcio de inversores encabezado por Lawrence Stroll, padre del piloto de Williams, Lance Stroll, compró los activos de Force India. El equipo fue readmitido en el campeonato como un nuevo equipo, Racing Point Force India, manteniendo a Pérez y Ocon como sus pilotos. En el Gran Premio de Bélgica, el equipo volvió fuerte con Pérez y Ocon clasificándose cuarto y tercero, y terminando 5.º y 6.º, respectivamente. El consorcio Racing Point Ltd., adquirió el equipo pero no así su inscripción al campeonato, por lo que se lo consideró una nueva estructura.
Pérez obtuvo siete puntos en nueve carreras en la segunda mitad de la temporada. Sin embargo, enfrentó críticas luego de una mala actuación en el Gran Premio de Singapur. Chocó con su compañero de equipo Ocon en la primera vuelta, lo que provocó que Ocon chocara contra una pared y se retirara de la carrera. También chocó con Serguéi Sirotkin, acción que resultó en un drive-through de penalización. Más tarde declaró que pensaba que su sanción era "justa". Más tarde sufrió una falla en los frenos y se retiró de su carrera de casa en el Gran Premio de México. Terminó la temporada en el octavo lugar del campeonato con 62 puntos, terminando por delante de su compañero de equipo Ocon y siendo el único piloto que no es de Mercedes, Ferrari o Red Bull en terminar en el podio esa temporada.
El mexicano finalizó esa temporada en el puesto ocho, sacando 21 puntos de ventaja a Esteban Ocon, su coequipero.

##### 2019

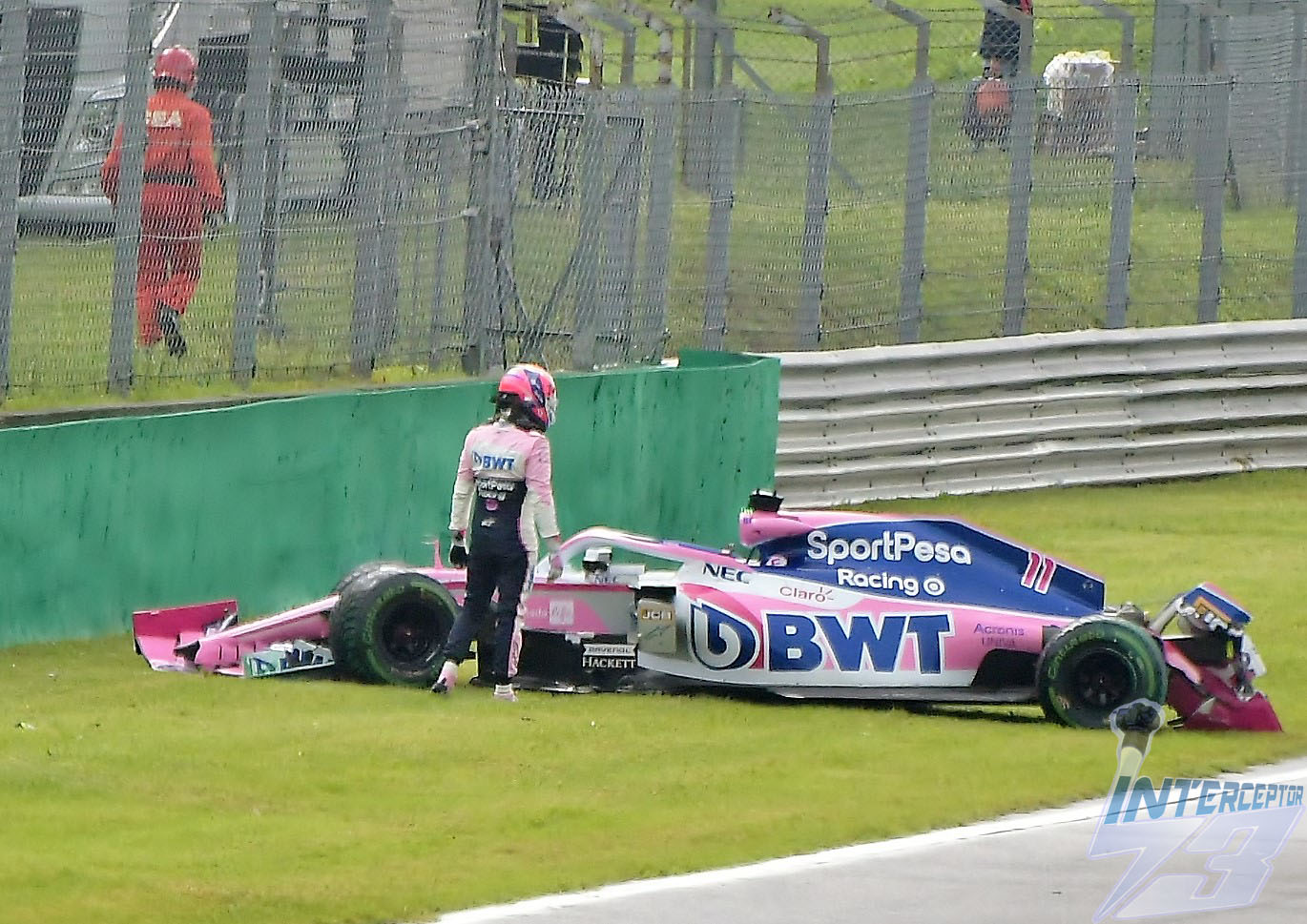
Pérez tras colisionar con su RP19 durante los entrenamientos libres del GP de Italia 2019.

En 2019 Sergio Pérez continuó en el equipo Racing Point F1 Team pero con un nuevo compañero: Lance Stroll, proveniente de Williams e hijo de Lawrence Stroll, uno de los miembros del consorcio Racing Point Ltd. Hasta la 12.º carrera de la temporada, el mexicano había sumado 13 puntos y se encontraba 16.º en el campeonato. En las restantes nueve carreras sumó en siete, ascendiendo al décimo puesto en el campeonato con 52 puntos. Stroll sumó 21 y fue 15.º.

##### 2020: Primera victoria
la temporada de 2020 su décimo en la máxima categoría, Checo Pérez firmó una extensión de contrato con Racing Point para continuar compitiendo con el equipo británico hasta finales de 2022. Para esta temporada Pérez utilizará el Racing Point RP20. El campeonato debía comenzar originalmente en marzo se pospuso hasta julio en respuesta a la pandemia del COVID-19.
La temporada comenzó en julio con el Gran Premio de Austria. Sumó en las tres primeras carreras del año con dos sextos lugares y un séptimo puesto respectivamente.
Checo se vio obligado a perderse las dos carreras de Inglaterra tras dar positivo en el test por coronavirus.

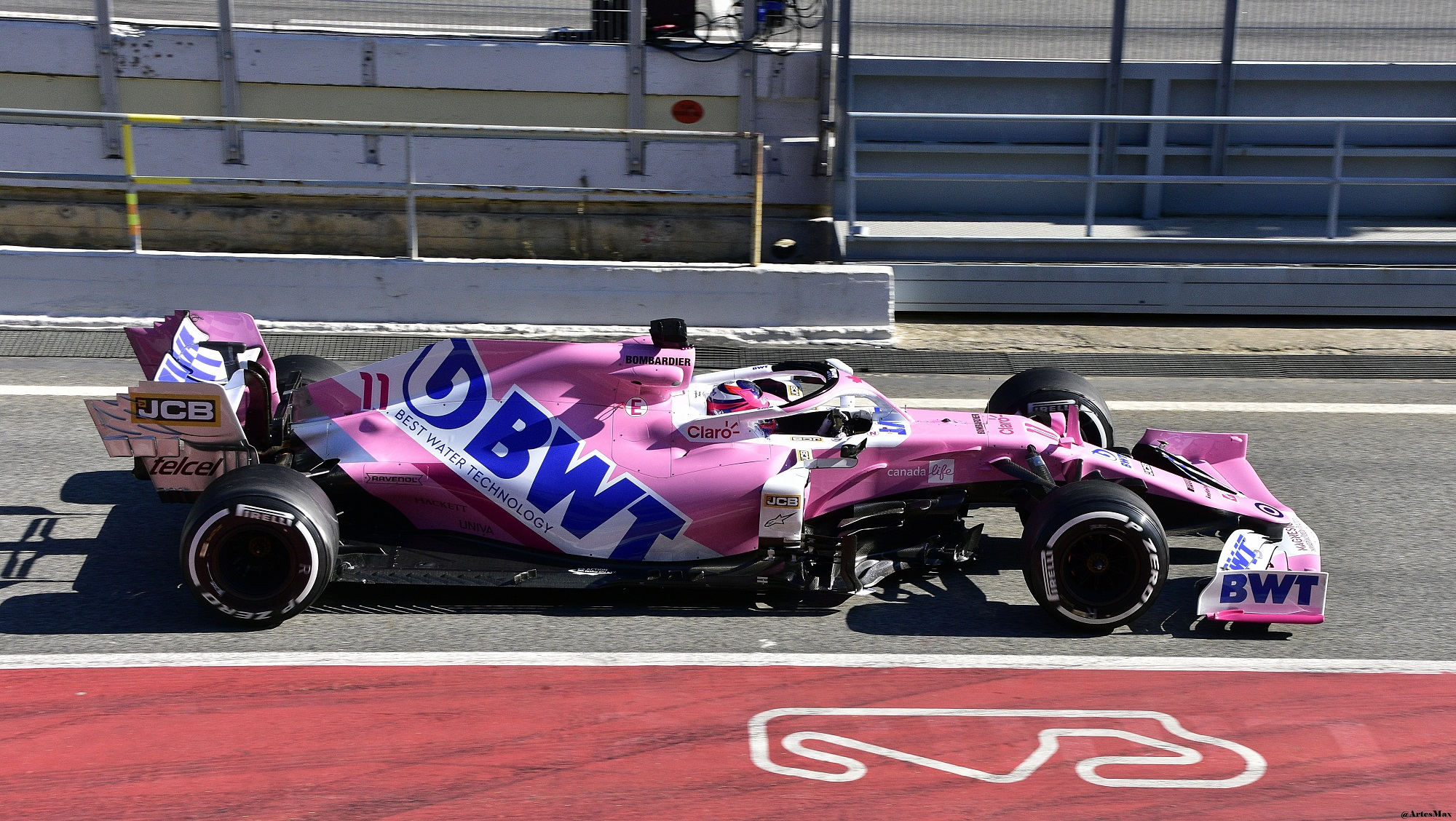
Pérez probando el RP20 durante los ensayos previos a la temporada del 2020 en Barcelona.

Volvió a su asiento en el Gran Premio de España. En su regreso clasificó cuarto para la carrera, y finalizó quinto, detrás de su compañero Lance Stroll. En las carreras posteriores acabó en el décimo lugar.
El 9 de septiembre de 2020 Checo anunció que dejará Racing Point (Aston Martin en 2021) al finalizar la temporada. Lawrence Stroll rompe el contrato firmado con Pérez, quien se ve forzado a ceder su asiento a Vettel.
Después del anuncio sobre su salida, Checo fue quinto en Mugello, cuarto en Rusia y cuarto en Alemania, sacando una puntuación de 34 puntos por las tres carreras, ubicándolo en el quinto lugar del mundial de pilotos.
Para la duodécima prueba del campeonato, el Gran Premio de Portugal, Sergio califica quinto el sábado y el domingo la carrera comienza bajo una leve llovizna. En la vuelta uno Verstappen se toca con Pérez y el mexicano pincha un neumático, además de remontarse al último puesto. Poco a poco escala lugares hasta finalizar en el séptimo lugar.
En el Gran Premio de Emilia-Romaña, Checo califica en la undécima casilla; ya en carrera va escalando lugares posicionándose cuarto, en la vuelta 51 de 63 tras un pinchazo de Verstappen por lo que entra el safety car. En una pésima estrategia de carrera, el equipo llamó al mexicano a boxes para cambiar ruedas, quien perdió tres puestos ya que fue el único de los de adelante que paró. Finalizó sexto perdiendo un podio seguro.
Pérez logra su noveno podio de la F1 en el GP de Turquía. El sábado Sergio se ubicó en el tercer puesto de la qualy 3 en una mañana lluviosa. En el inicio del GP rebasa a Verstappen y pasa del tercer al segundo lugar, solo detrás de su coequipero Stroll arrancando con neumáticos de lluvia extrema y cambiando por neumáticos intermedios de lluvia en la vuelta 10 de 58. En la vuelta 37 cede la punta ante Hamilton, en el último giro pierde el segundo lugar contra Leclerc, pero el monegasco se pasó en la frenada de la curva 12 y Checo recuperó la posición a escasos metros de la bandera a cuadros. La carrera acabó en el siguiente orden: Hamilton, Pérez y Vettel. Con este resultado el mexicano extiende su racha a 18 carreras sumando puntos de manera consecutiva.
En el Gran Premio de Baréin, el mexicano se encaminaba hacia un nuevo podio, pero faltando tres vueltas para el final rompió el motor de su monoplaza y abandonó, pero se clasificó al completar el 90%.
Una semana más tarde, en el Gran Premio de Sakhir, el 6 de diciembre de 2020, Pérez logró su primera victoria en la Fórmula 1 tras recuperarse de un toque de Charles Leclerc en el inicio de la carrera que lo mandó al último lugar, al 18.º puesto. Pérez fue remontando lugares hasta que en el giro 64 de los 87 toma la delantera la cual nunca perdería hasta el final de la prueba. Esta sería la primera vez que un piloto mexicano gana una carrera en 50 años después de Pedro Rodríguez durante el Gran Premio de Bélgica de 1970.

Estoy sin palabras. Espero no estar soñando, porque he soñado durante tantos años con estar en este momento. Diez años me costó. Después de la primera vuelta, la carrera terminó, al igual que el fin de semana pasado. Pero se trataba de no rendirse, recuperarse y hacerlo, simplemente hacer lo mejor que pudimos. Esta temporada, la suerte no ha estado con nosotros este año, pero finalmente lo logramos y creo que hoy ganamos por méritos. Los Mercedes tuvieron algunos problemas, pero al final mi ritmo fue lo suficientemente fuerte como para contener a George, que hizo una carrera fantástica hoy.
Sergio Pérez, tras ganar la carrera

En la última prueba del 2020, el Gran Premio de Abu Dabi, Sergio abandonó por una falla en la unidad de potencia, cuando marchaba décimo. Cierra el año en cuarto lugar en el campeonato de pilotos, solo detrás de Hamilton, Bottas y Verstappen con un cosecha de 125 puntos, dos podios y una victoria.

#### Red Bull Racing (2021-2024)

##### 2021
El 18 de diciembre de 2020 se hizo el anuncio oficial sobre la contratación del piloto mexicano para la temporada 2021 con el equipo Red Bull Racing. Verstappen y Pérez dispondrán del chasis del 2020 RB16B actualizado y el motor Honda. El monoplaza fue presentado el 23 de febrero y ese día el mexicano pudo probarlo por primera vez.
En el Gran Premio de Baréin Pérez debutó con el equipo Red Bull Racing al quedar en 5.º lugar. Durante la clasificación del sábado no logró pasar a la Q3 y tuvo que conformarse con el undécimo puesto. Para la carrera del domingo durante la vuelta de formación, su auto de apagó debido a un fallo eléctrico, pero minutos después logró encender el RB16B aunque tuvo que partir desde el pit lane, es decir, el último lugar. Ya en la carrera lograría remontar 15 posiciones y terminar en quinto puesto, sumando sus primeros 10 puntos del campeonato, y nombrado «piloto del día».
El 17 de abril, logró posicionarse en segundo lugar de la clasificación del Gran Premio de Emilia-Romaña, su mejor clasificación en la Fórmula 1 hasta ese momento, Sergio Pérez estaba cuarto hasta que un despiste lo sacó de la zona de puntos quedando en la posición 11.
En el Gran Premio de Portugal logró terminar en cuarto lugar, a pesar de mantener un liderato de 10 vueltas, no pudo terminar en la zona de podios. Al finalizar la carrera fue nombrado piloto del día en dicho premio.
En el Gran Premio de España, Pérez logró terminar en quinto lugar, después de una intensa batalla con el piloto Daniel Ricciardo al final de una carrera discreta el mexicano se coloco en el sexto puesto del campeonato con 32 unidades.
En el Gran Premio de Mónaco, Pérez clasificaría en el noveno puesto, durante la carrera, lograría remontar posiciones hasta llegar a la cuarta posición, Pérez lideró la mayor parte de la vuelta 35 antes de ser llamado a boxes al final de la misma vuelta, y esto significó que Verstappen lideró oficialmente todas las vueltas a través de las paradas en boxes. Pérez utilizó la estrategia de boxes para mejorar al cuarto lugar, que es donde terminó la carrera. tras este resultado, lograría sumar 12 puntos en.
En el Gran Premio de Azerbaiyán, Pérez logró su primera victoria con el equipo y en la temporada luego de aprovechar el abandono de su compañero Max Verstappen faltando seis vueltas para el final y también el bloqueo de ruedas que sufrió Hamilton.
En el Gran Premio de Francia de 2021, Pérez se clasificó en cuarto lugar, comenzando detrás del piloto de Mercedes Valtteri Bottas. En la carrera, conservó sus llantas hasta la vuelta 24. Debido a que tenía llantas más frescas, luego pasó a Bottas para tomar el tercer lugar en la vuelta 49. Fue la primera vez en su carrera que logró podios en fines de semana consecutivos.
Debido a los cambios en el calendario, el Red Bull Ring recibiría 2 carreras ese año, el tradicional Gran Premio de Austria, y el nuevo Gran Premio de Estiria, que se corría por segunda vez tras su primera aparición en 2020.

En la primera carrera, el Gran Premio de Estiria de 2021, Pérez se clasificó en quinto lugar, comenzando en cuarto lugar detrás de Lando Norris de McLaren después de una penalización para Valtteri Bottas. Pasó a Norris temprano, pero perdió una posición ante Bottas después de una parada en boxes lenta. Incapaz de pasar al Mercedes, Pérez cambió de estrategia y enfrentó por neumáticos nuevos y persiguió a Bottas en las etapas finales. Compensó un déficit de 20 segundos para alcanzar a Bottas en la última vuelta, pero no pudo pasar a su rival por tercer puesto consecutivo en el podio y terminó solo medio segundo por detrás en el cuarto lugar.

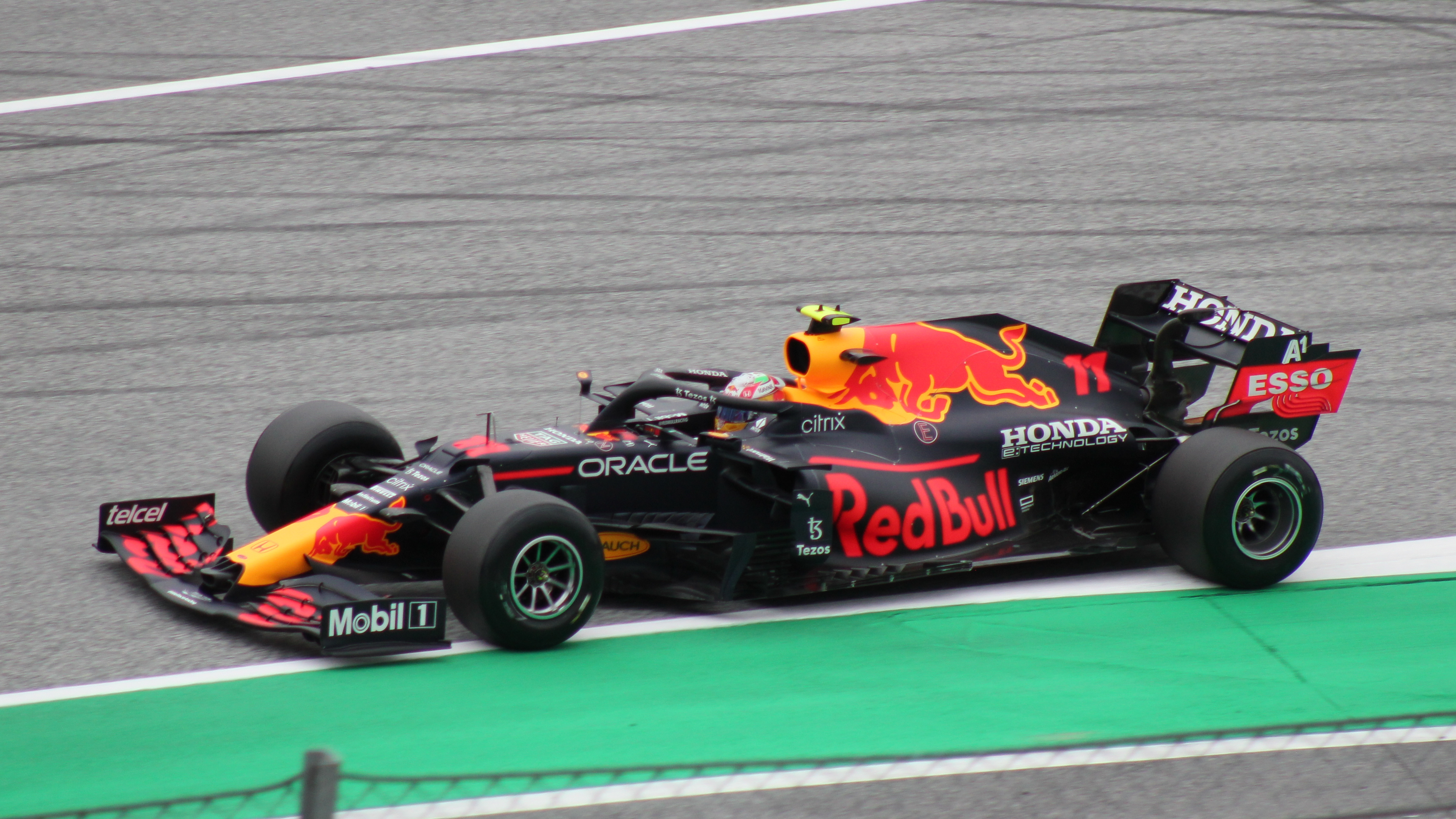
Sergio Pérez en el GP de Austria de 2021

Para la segunda carrera, en el Gran Premio de Austria, Pérez lograría clasificarse en tercer lugar, pero tras una penalización total de diez segundos por sacar fuera del límite de la pista a Charles Leclerc en dos oportunidades, acabaría en el sexto lugar.

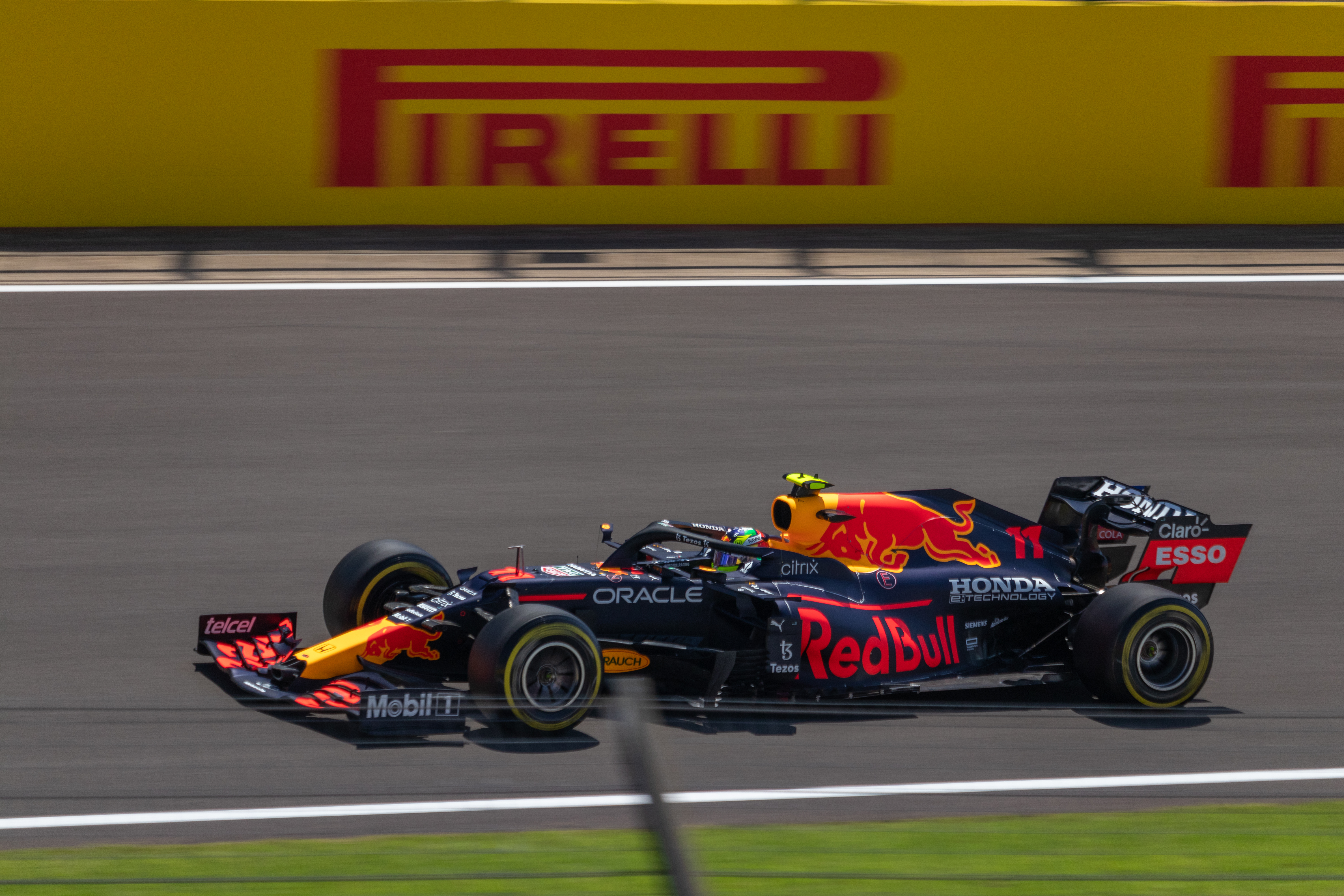
Sergio Pérez en el GP de Gran Bretaña de 2021

Tras las carreras en Austria, se llevaría a cabo el Gran Premio de Gran Bretaña, Pérez saldría desde el pit lane, debido a que el equipo realizó modificaciones en el monoplaza luego del despiste en la carrera clasificatoria. Pérez finalizaría la carrera sin sumar puntos, tras finalizar en la decimosexta posición.
En el Gran Premio de Hungría, Pérez lograría clasificaría cuarto, pero tras una largada accidentada donde Bottas golpearía el Red Bull de Pérez, sacándolo de carrera. Ante la salida del safety car, Pérez se retiraría.
Tras el abandono en Hungría, en el Gran Premio de Bélgica, de camino a la parrilla Pérez se estrelló tras resbalar contra las barreras de Les Combes. El auto de Pérez se arregló a tiempo para el inicio de la carrera, aunque se le exigió que comenzara desde atrás. En última instancia, sin embargo, la carrera recibió bandera roja después de solo dos vueltas bajo el auto de seguridad, lo que resultó en el puesto 20, aunque luego ascendió al 19 debido a una penalización a Lance Stroll.
En el Gran Premio de casa de su compañero, el Gran Premio de los Países Bajos, Pérez volvería a partir desde el pit lane por cambio de la unidad de potencia. Aunque tras esto, Pérez lograría remontar hasta la octava posición sumando 4 puntos.
En el Gran Premio de Italia, Pérez criticó el formato de clasificación al sprint y dijo que el sprint en Monza fue "muy aburrido" y no agregaba nada. En la carrera, Pérez intentó adelantar a Leclerc en la curva 4, pero se salió de la pista; Pérez arrebató el tercer lugar a Leclerc, pero fue sancionado con 5 segundos de tiempo por salirse de la pista y tomar ventaja Al final lograría acabar en la quinta posición, por detrás de Leclerc.
En el Gran Premio de Rusia, Pérez se clasificaría en la novena posición, aunque lo intentaría, no logara avanzar ninguna posición y se finalizaría en novena posición al final de la carrera.
En el Gran Premio de Turquía, se clasificaría en la séptima posición y lograría terminar tercero para conseguir otro podio, después de una batalla "intensa" rueda a rueda con Lewis Hamilton.

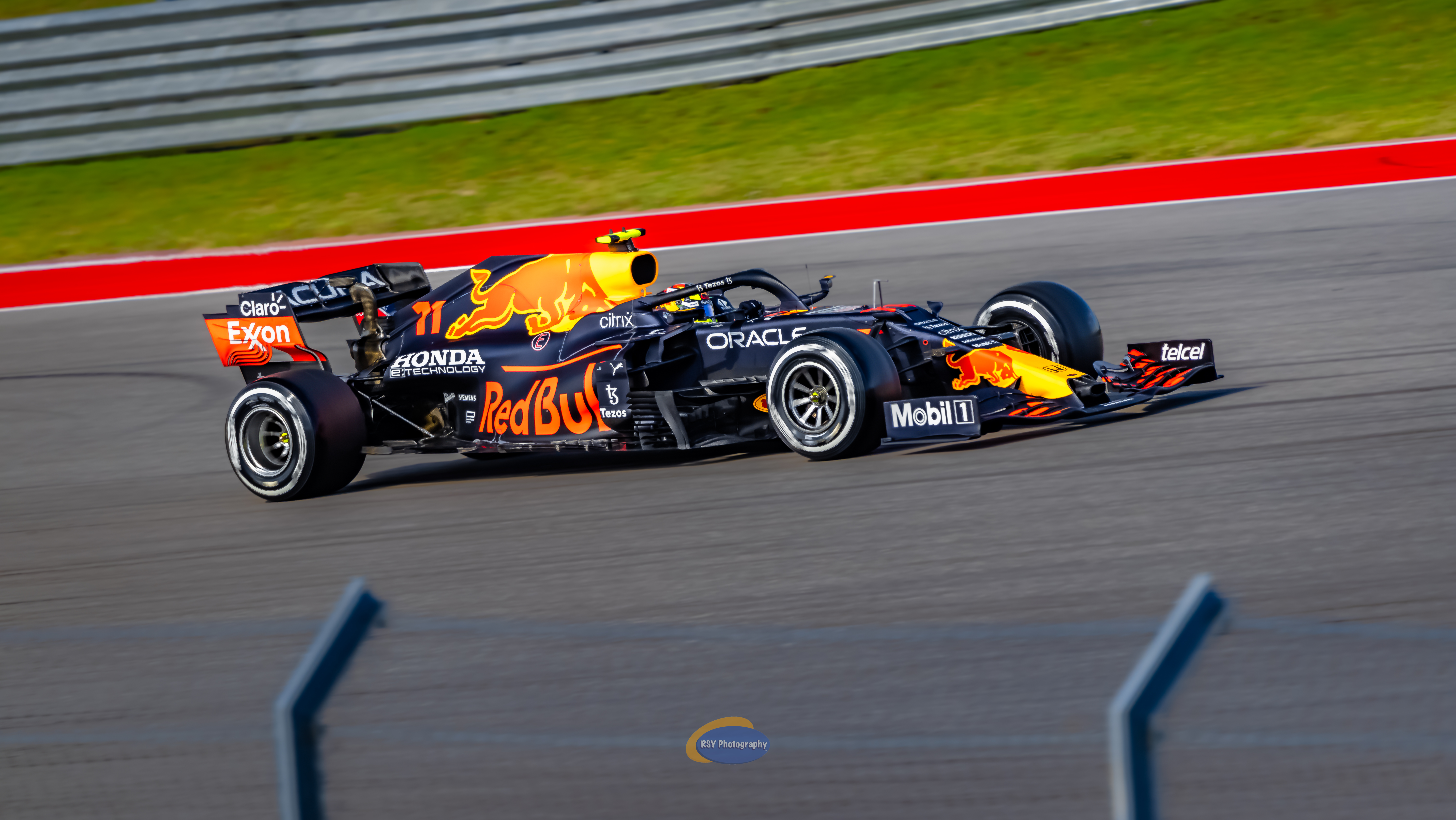
Pérez en el GP de los Estados Unidos de 2021

En el Gran Premio de Estados Unidos, Pérez tuvo uno de sus fines de semana más competitivos de la temporada, superando en calificación al Mercedes de Valtteri Bottas y comenzando tercero detrás de su compañero de equipo Verstappen y el otro Mercedes de Lewis Hamilton, antes de terminar en la misma posición, aunque por encima. 42 segundos detrás del eventual ganador Verstappen, debido a una falla con las bebidas en la primera vuelta.
En su carrera de casa, el Gran Premio de la Ciudad de México, Pérez lograría ser el más rápido en los terceros libres, esto haría que la afición mexicana presente se ilusionara porque su piloto de casa podría ganar la carrera, Pérez se clasificaría en la cuarta posición y lograría su tercer podio consecutivo, por primera vez en su carrera. En las etapas finales de la carrera, pudo presionar a Lewis Hamilton por el segundo lugar, pero no pudo pasar a Hamilton antes de la bandera a cuadros. Tras este resultado, Pérez se convirtió en el único piloto mexicano capaz de subir al podio en su carrera se casa.
Luego de México, llegaría la segunda carrera en suelo latinoamericano, el Gran Premio de São Paulo, en este Gran Premio, Pérez se clasificaría para la carrera sprint en la tercera posición, pero terminaría la carrera sprint una posición atrás, en la carrera normal Pérez no lograría escalar ninguna posición, pero obtendría la vuelta rápida de la carrera, que le dio un punto extra.
Se llegaría al Gran Premio de Catar, originalmente el Gran Premio no estaba en el calendario. Sin embargo, en septiembre de 2021 fue confirmada la incorporación de la prueba junto a un contrato de 10 años que se realizará a partir de la temporada 2023. Pérez se clasificaría en la undécima posición, pero tras una carrera difícil, lograría escalar hasta la cuarta posición por detrás de Fernando Alonso, que tras muchos años volvía al podio.
En el Gran Premio de Arabia Saudita, Pérez se clasificó en la quinta posición, el mexicano esperaba remontar posiciones en la carrera, pero después del primer reinicio de la carrera, Hamilton y Verstappen estuvieron involucrados en un incidente en el que Verstappen superó a Hamilton fuera de la pista de carreras, poco antes de ocurriera un choque que involucraría a Pérez, Leclerc, Mazepin y Russell, este choque resultó en un segundo período de bandera roja. Tras el choque, Pérez no lograría volver a la pista por lo que tuvo que abandonar y no puedo sumar puntos importantes para la pelea del tercer lugar con Bottas.
En el final de temporada en Abu Dhabi, Pérez se clasificaría en la cuarta posición, para la carrera, Verstappen haría su parada al final de la vuelta 13 con Hamilton haciendo lo mismo una vuelta más tarde, ambos optando por un juego de neumáticos más duros. Los pilotos líderes elevarían a Pérez a la primera posición, y se le informó al piloto mexicano que su estrategia era retrasar a Hamilton para permitir que su compañero de equipo Verstappen lo alcanzara, el trabajo defensivo de Pérez contra Hamilton, que ayudó a su compañero de equipo Max Verstappen a cerrar una brecha de siete segundos con Hamilton, fue crucial en la victoria por el título de Verstappen. Pérez se retiró de la carrera a pocas vueltas del final por sospechas de problemas en el motor. Verstappen elogió a Pérez después de la carrera diciendo: «Es muy raro tener un compañero de equipo así [...] era un verdadero jugador de equipo y realmente espero que podamos continuar así por mucho tiempo», mencionó Verstappen.
Pérez terminó la temporada con 190 puntos, con una victoria y cinco podios. Terminó cuarto en la general, igualando su mejor resultado en el campeonato. Con esto, renovó un año más con Red Bull para la temporada 2022.

##### 2022
Luego de confirmarse su renovación por otro año más, la temporada 2022 marcó el inicio en la Fórmula 1 con profundos cambios en los monoplazas, para dicha temporada Verstappen y Checo contarán con el Red Bull RB18 diseñado por Adrian Newey y la nueva unidad de potencia Red Bull Powertrains.
En el Gran Premio de Baréin obtiene el cuarto lugar de clasificación, quien Charles Leclerc de Ferrari obtiene la Pole Position; en la carrera se mantuvo en la posición, aunque tuvo una lucha con Lewis Hamilton que buscaba quitarle ese lugar. En el cierre de la carrera su coche sufre un problema en el suministro de combustible a tan solo una vuelta de lograr el tercer lugar que había dejado su compañero Verstappen por el mismo fallo; ambos pilotos terminarían sin puntos.
La segunda carrera se disputó en Arabia Saudita. En la clasificación, Checo obtendría su primer Pole Position de su carrera tras ganarle a Leclerc por -0.025 de tiempo, también se convirtió en el primer mexicano en lograrlo. En la carrera lideraría 14 vueltas, pero al entrar en Pits para hacer el primer cambios de ruedas como parte de una estrategia de equipo, al salir, el piloto Nicholas Latifi sufre un accidente y provoca la salida del Safety Car que le arruinaría la posibilidad de recuperar el liderato, ya que los pilotos de Ferrari aprovecharon a cambiar los neumáticos durante el suceso; finalizaría en cuarta posición.

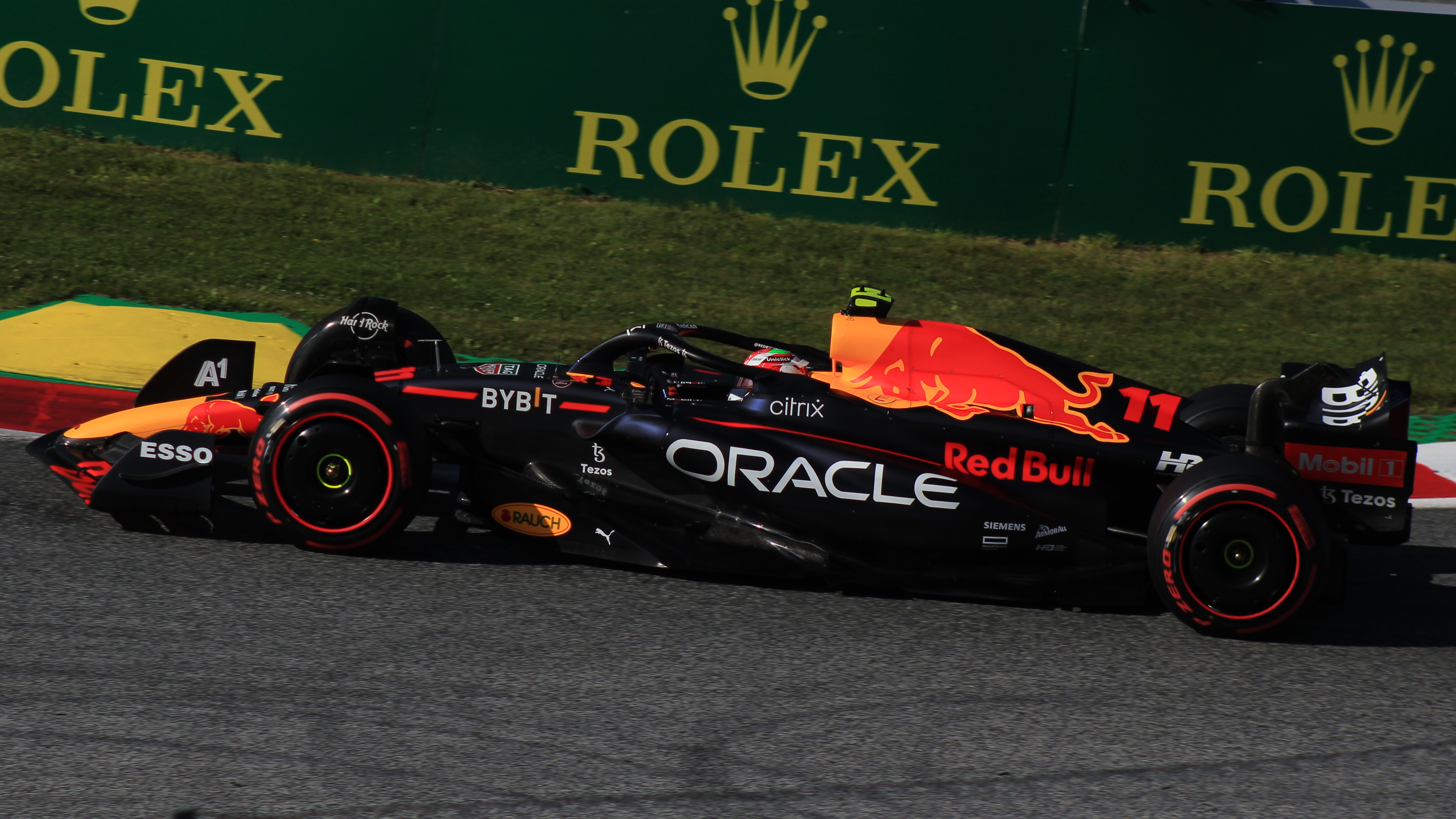
Sergio Pérez en el GP de Austria de 2022

En el Gran Premio de Australia, Checo se clasificó tercero. Perdió una posición en la salida ante Lewis Hamilton debido a que lo encajonaron y recuperó la posición en la vuelta 10. Hizo su parada en boxes en la vuelta 21 con neumáticos duros. Pasó a Fernando Alonso y George Russell. En la vuelta 39 su compañero de equipo Max Verstappen se retiró de la carrera por problemas mecánicos y Pérez corría segundo detrás de Charles Leclerc, que mantuvo hasta el final. Pérez consiguió el decimosexto podio de su carrera y el sexto con Red Bull Racing.

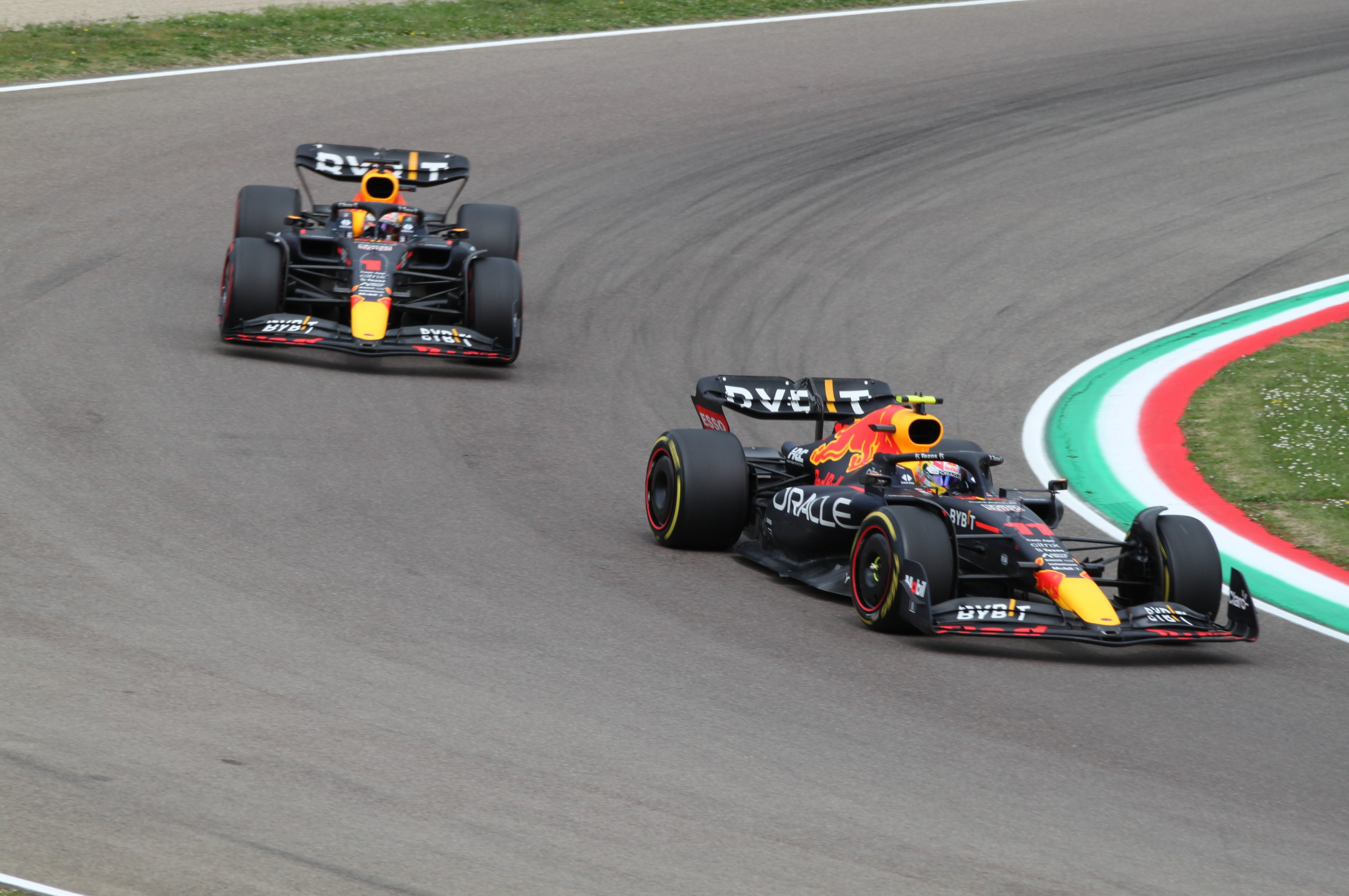
Sergio Pérez y Max Verstappen en el GP de Emilia-Romaña de 2022

La cuarta carrera se realizó en Emilia-Romaña en Italia. Previo al primer sprint de la temporada, Pérez clasificaría en la séptima posición, luego de una jornada con banderas amarillas y rojas. Posteriormente, en el sprint logró remontar varios lugares; finalizó en el tercer lugar por detrás de su compañero Verstappen y Leclerc que acabaron primero y segundo, respectivamente. En la carrera, Checo tuvo una buena arrancada que lo posicionó en el segundo puesto, Leclerc buscaba quitarle su posición, pero sin éxito; concluyó en el segundo lugar, por detrás de Verstappen que se adjudicaría el triunfo. Fue el primer 1-2 por parte de Red Bull desde 2016.

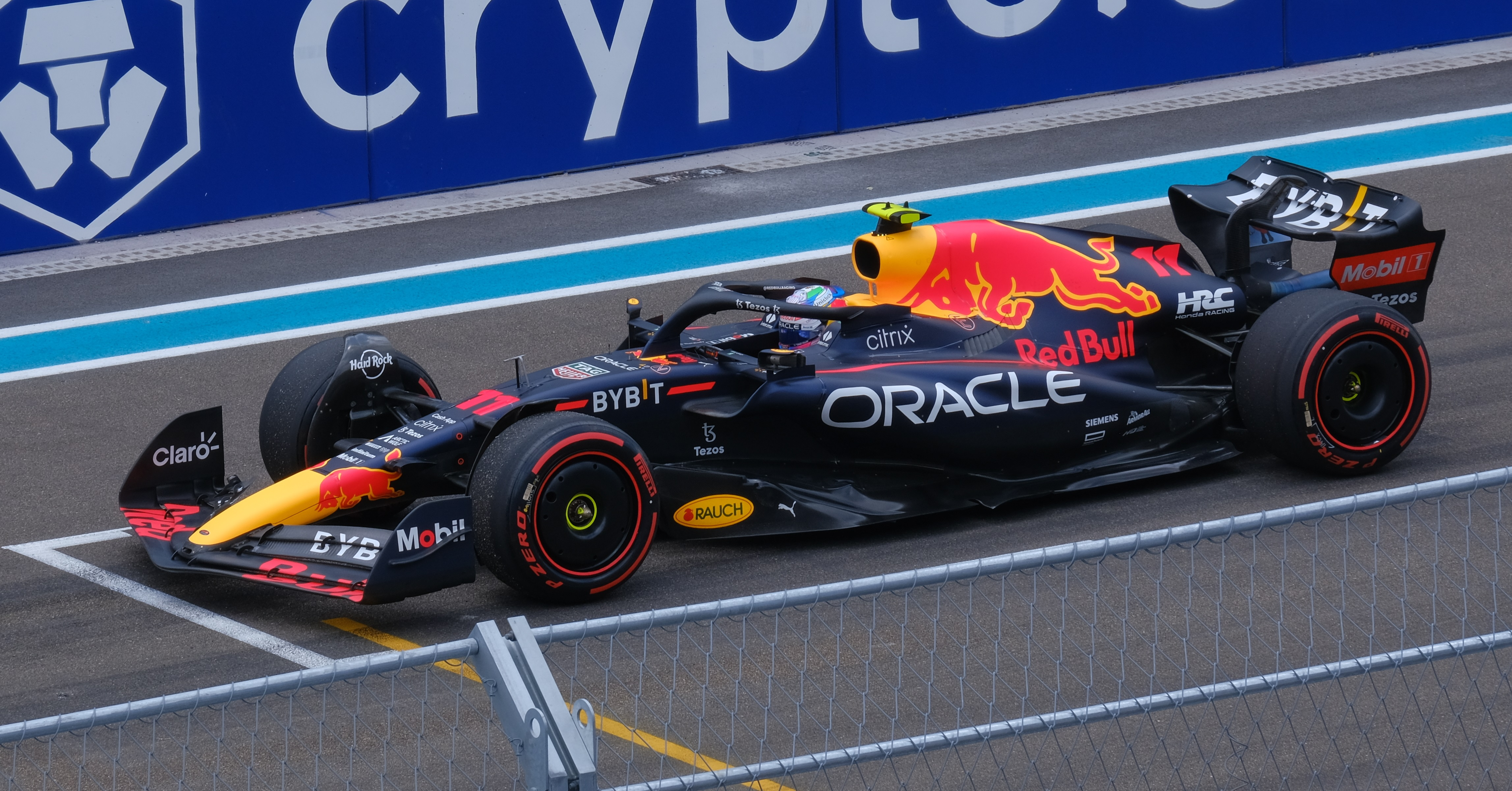
Pérez en el GP de Miami de 2022

En el Gran Premio de Miami, Pérez pensaba llegar a Miami para buscar la pole y un podio. Pero esto no sería posible, a pesar de ser el más rápido en los Terceros libres, se clasificó en cuarto lugar por detrás de su compañero Verstappen y de los dos pilotos de Ferrari. En la carrera debido a la pérdida de potencia que tuvo en su RB18 no lograría rebasar a Sainz y se tendría que conformar en el cuarto lugar como había iniciado la carrera.
En el Gran Premio de España, Pérez se clasificó quinto. Superó a Carlos Sainz Jr. en la salida y luego peleó con George Russell por el tercer lugar, lo que se convirtió en una batalla por el segundo después de que su compañero Verstappen se desviara. Pérez primero dejó pasar a Verstappen, quien no pudo adelantar a Russell. En la vuelta 31, Pérez superó a Russell con los neumáticos medios y tomó la delantera de la carrera después de que Leclerc se retirara. Pérez volvió a dejar pasar a Verstappen en la vuelta 49, y el equipo citó que Verstappen estaba en las tres paradas en comparación con las dos de Pérez. Pérez terminó en segundo lugar, detrás de Verstappen; sumando otro 1-2 de Red Bull. Pérez expresó su inconformidad con las órdenes del equipo a pesar de estar satisfecho con el resultado y dijo: «Definitivamente estoy aquí para ganar y creo que si hubiera estado en las tres paradas, debería haber ganado la carrera».
En el Gran Premio de Mónaco, Checo mostró un rendimiento destacado en las prácticas libres, colocándose en las primeras posiciones. Pero en las tandas clasificatorias, cuando estaba por finalizar la Q3, sufre un accidente en el último sector, en una de las curvas, estrellándose contra la barrera. Tras el percance, terminó 3.º, por detrás de Leclerc y Sainz, que ocuparon 1-2, respectivamente. La carrera sufrió un atraso por las intensas lluvias, en el comienzo, mantuvo el mismo puesto, pero Pérez aprovechó su primera parada en boxes para adelantar a los dos Ferrari cuando éstos pasaron por el pit lane; lo que le benefició con el liderato de la carrera. Luego de un accidente de Mick Schumacher, quien chocó contra la barrera, a tal grado de partir su coche, provocó la salida de banderas rojas. Sumado al atraso de las lluvias, la carrera finalizó por tiempo; Pérez ganó el Gran Premio, convirtiéndose en el quinto latinoamericano y el primer mexicano en conseguirlo.
El 31 de mayo de 2022, Red Bull Racing anunció la renovación de Checo Pérez hasta 2024. La escudería confirmó que el piloto había firmado el contrato el «pasado fin de semana» antes del Gran Premio de Mónaco.
En el Gran Premio de Azerbaiyán, Checo mantiene un buen inicio en las prácticas libres, posicionando en el top 3. En la clasificación logra quedar en el segundo lugar por detrás de Leclerc. Durante la carrera, comenzó de buena manera, al arrebatarle el primer lugar a Leclerc, y manteniendo esa posición por varias vueltas. Debido a la degradación de los neumáticos en la mitad de carrera, su compañero Verstappen le arrebató el liderato, quien al final se adjudicó el triunfo.
Para el Gran Premio de Canadá, no tuvo un buen fin de semana, quedó lejos del top 5 en las prácticas libres, y en la Q2 sufrió un percance luego de chocar contra los muros que le impidió continuar; terminó en el 13.º de la clasificación. Posteriormente en la carrera sufre un problema con el motor en la vuelta 9 que lo llevó a abandonar.

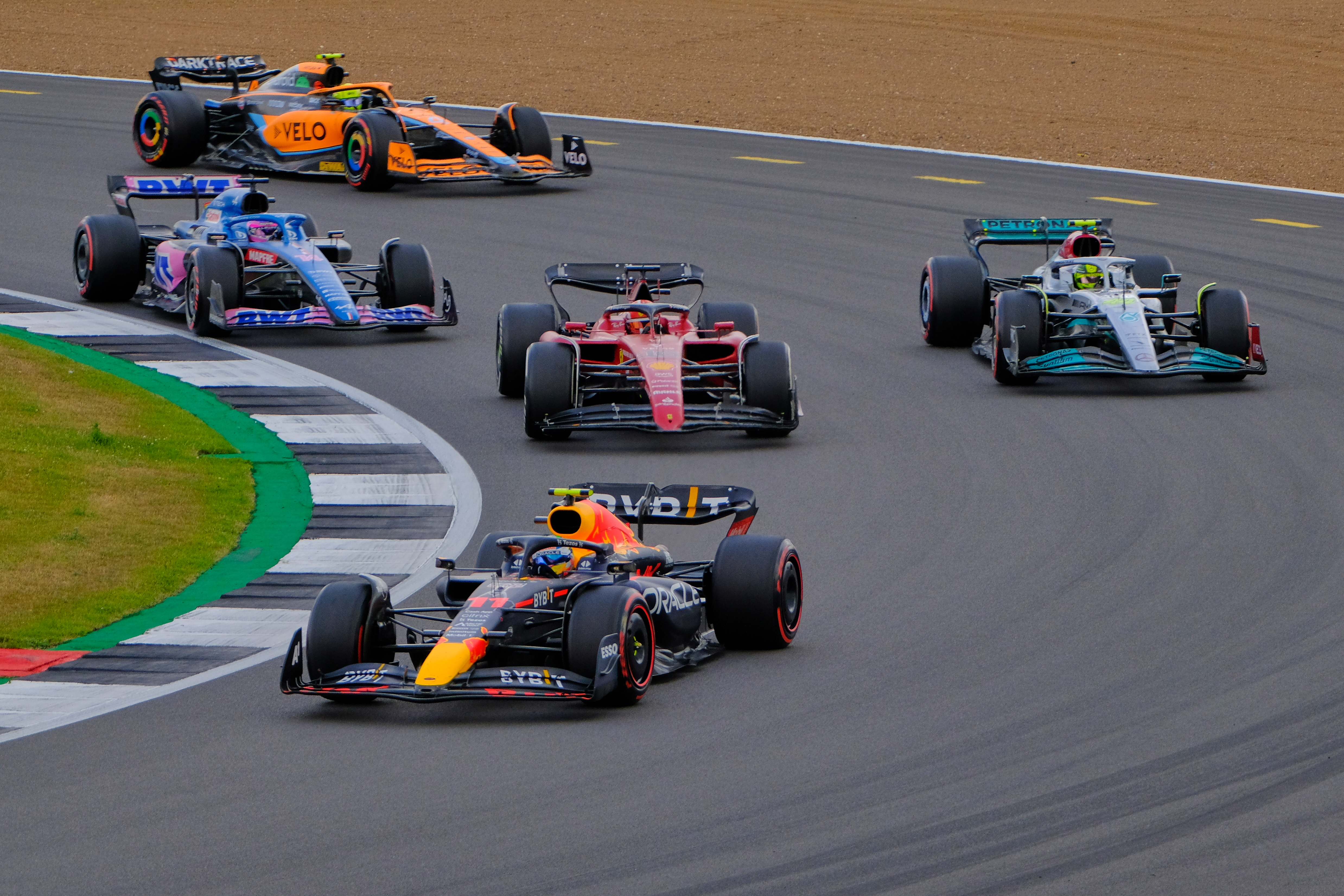
Sergio Pérez luchando por el podio final contra Leclerc, Hamilton, Alonso y Norris en el GP de Gran Bretaña de 2022.

En el Gran Premio de Gran Bretaña, Checo buscó reivindicarse luego del fracaso de su carrera anterior. En las prácticas libres no fue lo esperado. En tanto, la clasificación logró una mejora al ubicarse en 4.º. En la carrera, tras el accidente donde el piloto chino Guanyu Zhou sufrió una fuerte volcadura y colisión, Checo recibió un toque de Leclerc quien le provocó un dañó al alerón frontal y lo forzó a entrar a pits, mandándolo al último puesto; remontaría quince posiciones y tras un safety car provocado por Ocon, emparejaría el cierre de la carrera, ahí lucharía fuertemente con Hamilton por el tercer lugar y luego arrebatarle el segundo puesto a Leclerc, posición que mantuvo al final.
En el Gran Premio de Austria, Checo comenzaría el sprint en el puesto 13 después de que se eliminaran varias vueltas de calificación debido a violaciones de los límites de la pista. A pesar de eso, logró recuperarse y quedar en el quinto lugar en el sprint, que correspondería la posición de salida. En la vuelta 1, Checo y George Russell se unieron, lo que le provocó daños a Pérez que lo obligaron a retirarse de la carrera en la vuelta 24 después de que varios pilotos le dieran vueltas.

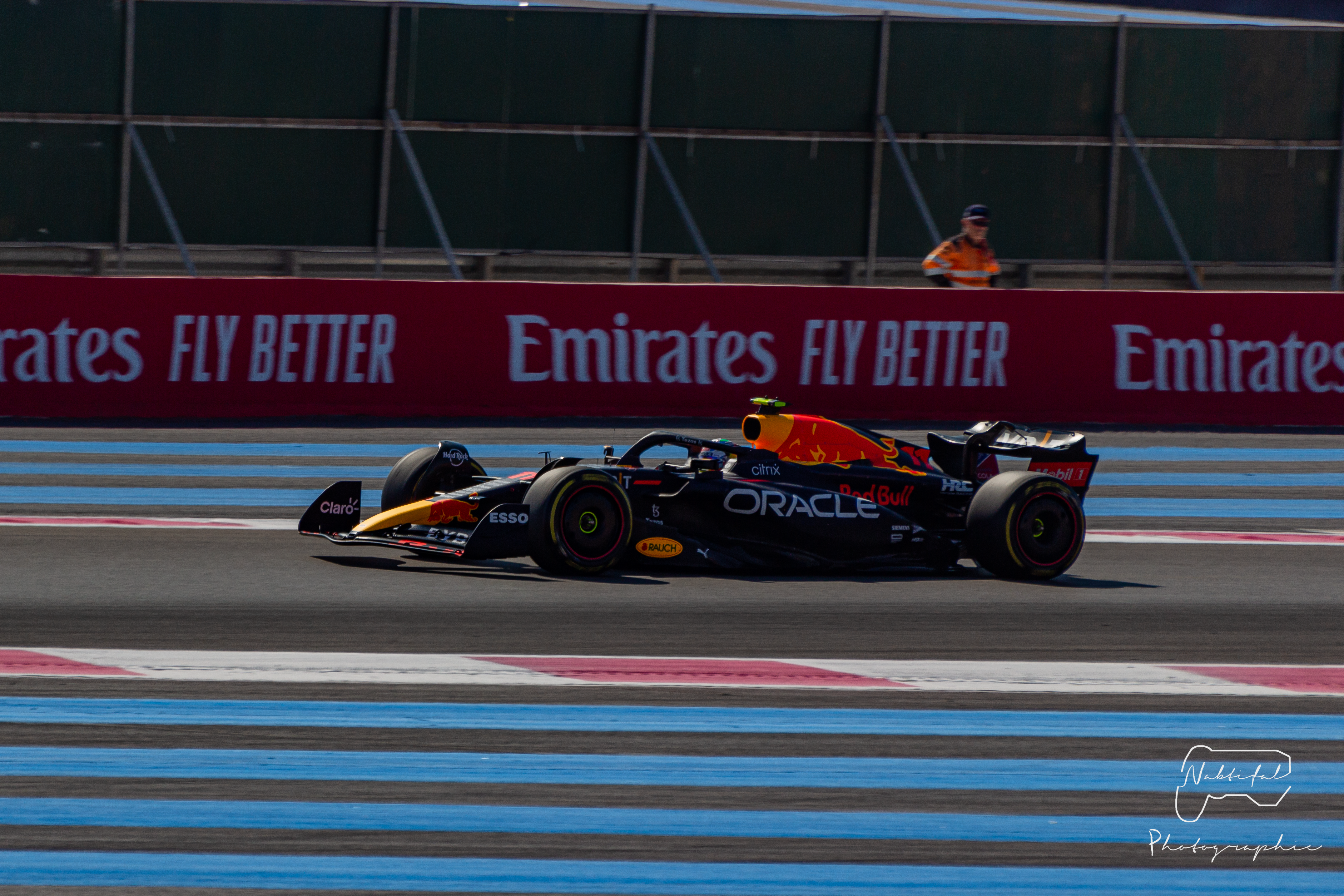
Pérez en el GP de Francia de 2022.

En el Gran Premio de Francia, Pérez lograría clasificarse en el tercer puesto por detrás de su compañero Verstappen y de Leclerc. Pérez no lograría largar bien, lo que ocasionó que Hamilton lo rebasara en la primera curva, y tras un tiempo de la carrera no pudo sobrepasarlo. Tras un safety car provocado por el Leclerc, Pérez pararía a boxes y volvería a la carrera de nuevo en el tercer lugar, En la vuelta 41, Sainz y Pérez quedarían rueda a rueda y Sainz lograría adelantarlo. George Russell, que estaba detrás de Pérez, lo chocaría lanzándolo en picado en la curva ocho. Pérez sería forzado de par en par y lograría mantener la posición contra Russell; en las vueltas finales aparecería un virtual safety car que, tras una mala comunicación de parte de la torre de control, Pérez pensaría que había Safety Car y cometería un error en el arranque, pues Russell lo pasaría en el instante. Finalmente Pérez terminaría la carrera en la cuarta posición.
Antes del parón veraniego de la temporada, se celebraría el Gran Premio de Hungría, en este gran premio, Pérez se clasificaría mal, quedando en la undécima posición, por detrás de su compañero Verstappen. Tras esta mala clasificación, Pérez y su compañero cambiarían motor en su coche para tener más posibilidades de subir más posiciones. En la carrera, Pérez lograría remontar muchas posiciones hasta quedar quinto al final de la carrera, sin embargo, Pérez en una entrevista después de la carrera, aseguró que tenía la posibilidad de luchar por el podio si no hubiera salido un virtual safety car al final de la carrera.
Tras finalizar el parón veraniego de la temporada, Pérez disputaría el Gran Premio de Bélgica, donde originalmente había clasificado en tercer lugar, pero debido a que su camperero Verstappen penalizaba, Pérez ascendía a la segunda posición. En la carrera, Pérez no tendría una gran salida donde perdería posiciones, pero tras el accidente entre Hamilton y Alonso, Pérez remontaría. Pérez terminaría en segunda posición de la carrera, luego de que su compañero lo rebasa e hiciera una ventaja de más de 15 segundos entre los dos.
Durante el Gran Premio de México, Checo Pérez terminó en tercer lugar, logrando su décimo podio en esta temporada. A pesar de que en la vuelta 24 entró a pits lo que ocasionó que perdiera algunas posiciones, logró recuperarse para alcanzar el tercer lugar.

##### 2023: Subcampeonato
Con un contrato renovado por dos años, Checo y Red Bull arrancan fuerte la temporada con un 1-2 en Baréin y Arabia Saudita, siendo en esta última donde logra el quinto triunfo de su carrera desde la pole position.En Australia, reporta un problema con sus frenos en la tercera práctica libre y en clasificación, donde se sale de pista en el inicio de la sesión y no logra realizar tiempo. Partiendo desde el pitlane, remonta en una accidentada carrera hasta el quinto puesto, destacando la minimización de daños y la recuperación luego del sábado.En Azerbaiyán, gana en la carrera sprint y la carrera principal, siendo este su segundo triunfo en el circuito callejero de Bakú, luego de 2021. Logra la pole en Miami y se sitúa líder durante las primeras 20 vueltas, hasta que realiza cambio de neumáticos y queda en segundo detrás de Max, que presentaba mayor ritmo y terminó ganando la carrera. Tuvo un fin de semana para el olvido en Mónaco, empezando con la clasificación donde choca la parte trasera de su coche en la curva de Santa Devota en el inicio de la sesión, relegandoló al último lugar de la parrilla. En un circuito complicado para adelantar, tiene varios incidentes con Stroll y Russell, junto con una rotura de alerón delantero, no logrando pasar más allá del 16° lugar y alejandose de Verstappen en la lucha por el campeonato. Se frusta nuevamente en la clasificación de España, quedando undécimo en Q2, y desde allí remonta en carrera hasta un agridulce cuarto puesto. Igual sensación tiene en Canadá donde se clasifica decimosegundo, al no mejorar tiempos en un circuito mojado y termina sexto con vuelta rápida en carrera. Ambos Red Bull se lucen en casa, en el Gran Premio de Austria, con un 1-2 en carrera sprint. En clasificación se mantenían como los más rápidos, sin embargo, sobre el final de la Q2, los comisarios borraron los tiempos de vuelta de Checo al considerar que excedió los límites de pista, relegandoló al 15° lugar, remontando desde allí hasta el último escalon del podio.Luego de un discreto sexto puesto en Gran Bretaña, vuelve al podio en Hungría y Bélgica, con un tercer y segundo puesto respectivamente. En Holanda, escaló hasta el tercer puesto en una carrera con tiempo inestable pero le fue impuesta una sanción de 5 segundos por exceder el límite de velocidad en pits en el reinicio de carrera, cediendole el puesto a Gasly.Tras batallar con George Russell y las Ferraris termina segundo en el Templo de la Velocidad, en Monza. Red Bull enfrentó serios problemas en Singapur con los neumáticos, ninguno de sus pilotos lograba marcar buenos tiempos y ambos quedaron eliminados en Q2. Debiendo recuperar en carrera, Checo tiene roces con Tsunoda y Albon, siendo penalizado por un toque con este último con 5 segundos. Por primera vez en el año, ninguno de los Red Bull llega al podio, terminando Checo y Max en octavo y quinto puesto respectivamente. Abandona luego de varios intentos en Japón: en el arranque es atrapado en medio por Hamilton y Sainz, resultando dañado su alerón delantero. Tras ingresar a pits, comienza a remontar hasta acercarse a Magnussen, rompiendo nuevamente el alerón al tratar de rebasarlo por el interior, retirándose para la vuelta 15. Sin embargo, regresa a la carrera más tarde para cumplir dos sanciones de 5 segundos y no postergarlas a la próxima carrera, una por colisionar con Magnussen y otra adelantar en condiciones de auto de seguridad.Los problemas continúan en Catar, donde colisiona en "sandwich" con Hülkenberg y Ocon en la carrera sprint, debiendo partir desde el pitlane por las reparaciones al coche en condiciones de parque cerrado.Desde allí, sube hasta el undécimo lugar, pero tiene 5 segundos de sanción por exceder límites de pista y posteriormente sube un puesto debido a una sanción similar impuesta a Stroll, que se encontraba noveno.Se recupera en Estados Unidos, con un quinto y cuarto puesto en las carreras sprint y principal respectivamente. En su carrera de casa, el GP de México, se había clasificado quinto y en la largada se proponía adelantar a Leclerc por el exterior de la primera curva, pero sufren contacto y abandona por daños. Tras el desastre, declaró que tenía buena oportunidad pero se arriesgó, abandonando desafortunadamente, ya que para él, llegar al podio no es suficiente, quiere ganar en su tierra natal.En las últimas vueltas del GP de Brasil, protagonizó junto a Fernando Alonso un intenso duelo por el último escalon del podio, definiendose en una final de película, con el asturianio logrando el tercer puesto con una diferencia de tan solo 53 milesimas. En el regreso de la categoría a Las Vegas, desde el undécimo puesto comenzó a remontar, situandose líder sobre la vuelta 32, para finalizar tercero luego de ser superado por Leclerc en la última vuelta. Finaliza la última carrera del año en Abu Dabi en segundo puesto, pero fue sancionado con 5 segundos luego de un contacto con Norris, degradandoló al cuarto puesto. Se erigió subcampeón del mundo con 285 puntos, su mejor resultado en la categoría, detrás de su compañero y delante de Hamilton. Con el equipo, logró una nueva copa de constructores con un demoledor resultado de 860 puntos.

##### 2024: Año complicado y despedida del equipo
Continuando con el alto nivel de la temporada pasada, Max y Checo logran el 1-2 en Baréin y Arabia Saudita. En la clasificación de Australia, recibió una penalización de tres posiciones por bloquear a Hülkenberg en la primera sesión, partiendo desde el sexto puesto para finalizar quinto en carrera con poco ritmo. Acompañó a su compañero en el 1-2 para Red Bull en Suzuka. Se mantiene en el podio en China, con un tercer puesto en la sprint y la carrera principal. En Miami, arrancó en falso y estuvo a punto de colisionar con su compañero, bloqueando fuertemente ante la poca adherencia de la pista y perdiendo posiciones, terminando quinto y ascendido a cuarto por una sanción a Carlos Sainz. Se descolgó por primera vez en el año de la Q3 en el GP de Emilia-Romaña, clasificándose undécimo para terminar en un discreto octavo lugar en carrera. Llegado el Gran Circo a Mónaco, Checo se encontró nuevamente con dificultades en la clasificación, posicionándose 16° y viendo comprometida así su carrera para el domingo, en un circuito conocido por su dificultad para adelantar. Lo que pudo haber sido un irregular finde semana para el mexicano terminó en un aparatoso accidente en el arranque, al ser impactado por el Haas de Kevin Magnussen y llevarse puesto a su compañero Nico Hülkenberg. El 4 de junio, el equipo renueva contrato con el mexicano hasta finales de 2026. Nada mejora en Montreal, largando desde el 16° puesto en condiciones climaticas inestables, termina abandonando tras estrellar y romper el alerón trasero en la vuelta 52. Posterior a la carrera es investigado por los comisarios y sancionado con tres puestos para la siguiente carrera, ya que consideraron que debió abandonar y no regresar a pista luego de un choque que sufrió en la curva 6, al ser un fuerte riesgo para los demás pilotos luego de que se desprendieran piezas del monoplaza. Logra unos discretos puntos en las siguientes carreras, lejos de su compañero de equipo. En Bakú, circuito predilecto del mexicano, se encontraba peleando por el podio luego de largo tiempo. Ya en la penúltima vuelta, intenta sobrepasar a Leclerc, el cual conserva la posición, situación que aprovecha su compañero Sainz para adelantar. Al intentar recuperar su posición en la recta, ambos sufren un roce y terminan sobre los muros. Abandona en las dos últimas carreras del año, en una difícil temporada donde termina octavo mientras que Red Bull no pudo defender el título de constructores frente a McLaren. Tras numerosas especulaciones durante el año, el 18 de diciembre se confirma la separación de Checo luego de cuatro años en el equipo.

## Resumen de carrera
| Temporada | Categoría                            | Equipo                           | Carreras          | Victorias         | Poles             | VR                | Podios            | Puntos            | Pos.              |
| --------- | ------------------------------------ | -------------------------------- | ----------------- | ----------------- | ----------------- | ----------------- | ----------------- | ----------------- | ----------------- |
| 2004      | Skip Barber National Championship    | Escudería Telmex                 | 14                | 0                 | 0                 | 0                 | 1                 | 77                | 11.º              |
| 2005      | Fórmula BMW ADAC                     | 4speed Media                     | 19                | 0                 | 0                 | 0                 | 1                 | 37                | 14.º              |
| 2006      | Fórmula BMW ADAC                     | ADAC Berlín-Brandenburg          | 17                | 0                 | 0                 | 0                 | 2                 | 112               | 6.º               |
| 2006-07   | A1 Grand Prix                        | A1 Team México                   | 2                 | 0                 | 0                 | 0                 | 0                 | 35†               | 10.º†             |
| 2007      | Fórmula 3 Británica - Clase Nacional | T-Sport                          | 21                | 14                | 14                | 0                 | 19                | 376               | 1.º               |
| 2008      | Fórmula 3 Británica                  | T-Sport                          | 22                | 4                 | 0                 | 1                 | 7                 | 195               | 4.º               |
| 2008-09   | GP2 Asia Series                      | Barwa International Campos       | 11                | 2                 | 0                 | 1                 | 3                 | 26                | 7.º               |
| 2009      | GP2 Series                           | Telmex Arden International       | 20                | 0                 | 0                 | 1                 | 2                 | 22                | 12.º              |
| 2009-10   | GP2 Asia Series                      | Barwa Addax Team                 | 4                 | 0                 | 0                 | 0                 | 0                 | 5                 | 15.º              |
| 2010      | GP2 Series                           | Barwa Addax Team                 | 20                | 5                 | 1                 | 5                 | 7                 | 71                | 2.º               |
| 2010      | Fórmula 1                            | BMW Sauber F1 Team               | Piloto de pruebas | Piloto de pruebas | Piloto de pruebas | Piloto de pruebas | Piloto de pruebas | Piloto de pruebas | Piloto de pruebas |
| 2011      | Fórmula 1                            | Sauber F1 Team                   | 17                | 0                 | 0                 | 0                 | 0                 | 14                | 16.º              |
| 2012      | Fórmula 1                            | Sauber F1 Team                   | 20                | 0                 | 0                 | 1                 | 3                 | 66                | 10.º              |
| 2013      | Fórmula 1                            | Vodafone McLaren Mercedes        | 19                | 0                 | 0                 | 1                 | 0                 | 49                | 11.º              |
| 2014      | Fórmula 1                            | Sahara Force India F1 Team       | 18                | 0                 | 0                 | 1                 | 1                 | 59                | 10.º              |
| 2015      | Fórmula 1                            | Sahara Force India F1 Team       | 19                | 0                 | 0                 | 0                 | 1                 | 78                | 9.º               |
| 2016      | Fórmula 1                            | Sahara Force India F1 Team       | 21                | 0                 | 0                 | 0                 | 2                 | 101               | 7.º               |
| 2017      | Fórmula 1                            | Sahara Force India F1 Team       | 20                | 0                 | 0                 | 1                 | 0                 | 100               | 7.º               |
| 2018      | Fórmula 1                            | Sahara Force India F1 Team       | 12                | 0                 | 0                 | 0                 | 1                 | 62                | 8.º               |
| 2018      | Fórmula 1                            | Racing Point Force India F1 Team | 9                 | 0                 | 0                 | 0                 | 0                 | 62                | 8.º               |
| 2019      | Fórmula 1                            | SportPesa Racing Point F1 Team   | 21                | 0                 | 0                 | 0                 | 0                 | 52                | 10.º              |
| 2020      | Fórmula 1                            | BWT Racing Point F1 Team         | 15                | 1                 | 0                 | 0                 | 2                 | 125               | 4.º               |
| 2021      | Fórmula 1                            | Red Bull Racing Honda            | 22                | 1                 | 0                 | 2                 | 5                 | 190               | 4.º               |
| 2022      | Fórmula 1                            | Oracle Red Bull Racing           | 22                | 2                 | 1                 | 3                 | 11                | 305               | 3.º               |
| 2023      | Fórmula 1                            | Oracle Red Bull Racing           | 22                | 2                 | 2                 | 2                 | 9                 | 285               | 2.º               |
| 2024      | Fórmula 1                            | Oracle Red Bull Racing           | 24                | 0                 | 0                 | 2                 | 4                 | 152               | 8.º               |
| Fuente:   |                                      |                                  |                   |                   |                   |                   |                   |                   |                   |

- † Incluye puntos obtenidos por otros pilotos.

### Victorias en Fórmula 1
| mostr | Años | Gran Premio                   | Constructor  | Circuito                         | Total |
| ----- | ---- | ----------------------------- | ------------ | -------------------------------- | ----- |
| 1     | 2020 | Gran Premio de Sakhir         | Racing Point | Circuito Internacional de Baréin | 6     |
| 2     | 2021 | Gran Premio de Azerbaiyán     | Red Bull     | Circuito callejero de Bakú       | 6     |
| 3     | 2022 | Gran Premio de Mónaco         | Red Bull     | Circuito de Mónaco               | 6     |
| 4     | 2022 | Gran Premio de Singapur       | Red Bull     | Circuito callejero de Marina Bay | 6     |
| 5     | 2023 | Gran Premio de Arabia Saudita | Red Bull     | Circuito de la Corniche de Yeda  | 6     |
| 6     | 2023 | Gran Premio de Azerbaiyán     | Red Bull     | Circuito callejero de Bakú       | 6     |

### Podios en Fórmula 1
| N.º | Años | Gran Premio                           | Constructor  | Circuito                           | Total |
| --- | ---- | ------------------------------------- | ------------ | ---------------------------------- | ----- |
| 1   | 2012 | Gran Premio de Malasia                | Sauber       | Circuito Internacional de Sepang   | 39    |
| 2   | 2012 | Gran Premio de Canadá                 | Sauber       | Circuito Gilles Villeneuve         | 39    |
| 3   | 2012 | Gran Premio de Italia                 | Sauber       | Autodromo Nazionale di Monza       | 39    |
| 4   | 2014 | Gran Premio de Baréin                 | Force India  | Circuito Internacional de Baréin   | 39    |
| 5   | 2015 | Gran Premio de Rusia                  | Force India  | Autódromo de Sochi                 | 39    |
| 6   | 2016 | Gran Premio de Mónaco                 | Force India  | Circuito de Mónaco                 | 39    |
| 7   | 2016 | Gran Premio de Europa                 | Force India  | Circuito callejero de Bakú         | 39    |
| 8   | 2018 | Gran Premio de Azerbaiyán             | Force India  | Circuito callejero de Bakú         | 39    |
| 9   | 2020 | Gran Premio de Turquía                | Racing Point | Circuito de Estambul               | 39    |
| 10  | 2020 | Gran Premio de Sakhir                 | Racing Point | Circuito Internacional de Baréin   | 39    |
| 11  | 2021 | Gran Premio de Azerbaiyán             | Red Bull     | Circuito callejero de Bakú         | 39    |
| 12  | 2021 | Gran Premio de Francia                | Red Bull     | Circuito Paul Ricard               | 39    |
| 13  | 2021 | Gran Premio de Turquía                | Red Bull     | Circuito de Estambul               | 39    |
| 14  | 2021 | Gran Premio de los Estados Unidos     | Red Bull     | Circuito de las Américas           | 39    |
| 15  | 2021 | Gran Premio de la Ciudad de México    | Red Bull     | Autódromo Hermanos Rodríguez       | 39    |
| 16  | 2022 | Gran Premio de Australia              | Red Bull     | Circuito de Albert Park            | 39    |
| 17  | 2022 | Gran Premio de Emilia-Romaña          | Red Bull     | Autodromo Enzo e Dino Ferrari      | 39    |
| 18  | 2022 | Gran Premio de España                 | Red Bull     | Circuito de Barcelona-Cataluña     | 39    |
| 19  | 2022 | Gran Premio de Mónaco                 | Red Bull     | Circuito de Mónaco                 | 39    |
| 20  | 2022 | :Gran Premio de Azerbaiyán            | Red Bull     | Circuito callejero de Bakú         | 39    |
| 21  | 2022 | Gran Premio de Gran Bretaña           | Red Bull     | Circuito de Silverstone            | 39    |
| 22  | 2022 | Gran Premio de Bélgica                | Red Bull     | Circuito de Spa-Francorchamps      | 39    |
| 23  | 2022 | Gran Premio de Singapur               | Red Bull     | Circuito callejero de Marina Bay   | 39    |
| 24  | 2022 | Gran Premio de Japón                  | Red Bull     | Circuito de Suzuka                 | 39    |
| 25  | 2022 | Gran Premio de la Ciudad de México    | Red Bull     | Autódromo Hermanos Rodríguez       | 39    |
| 26  | 2022 | Gran Premio de Abu Dabi               | Red Bull     | Circuito Yas Marina                | 39    |
| 27  | 2023 | Gran Premio de Baréin                 | Red Bull     | Circuito Internacional de Baréin   | 39    |
| 28  | 2023 | Gran Premio de Arabia Saudita         | Red Bull     | Circuito de la Corniche de Yeda    | 39    |
| 29  | 2023 | Gran Premio de Azerbaiyán             | Red Bull     | Circuito callejero de Bakú         | 39    |
| 30  | 2023 | Gran Premio de Miami de 2023          | Red Bull     | Autódromo Internacional de Miami   | 39    |
| 31  | 2023 | Gran Premio de Austria de 2023        | Red Bull     | Red Bull Ring                      | 39    |
| 32  | 2023 | Gran Premio de Hungría de 2023        | Red Bull     | Hungaroring                        | 39    |
| 33  | 2023 | Gran Premio de Bélgica de 2023        | Red Bull     | Circuito de Spa-Francorchamps      | 39    |
| 34  | 2023 | Gran Premio de Italia de 2023         | Red Bull     | Autodromo Nazionale di Monza       | 39    |
| 35  | 2023 | Gran Premio de Las Vegas de 2023      | Red Bull     | Circuito callejero de Las Vegas    | 39    |
| 36  | 2024 | Gran Premio de Baréin                 | Red Bull     | Circuito Internacional de Baréin   | 39    |
| 37  | 2024 | Gran Premio de Arabia Saudita de 2024 | Red Bull     | Circuito de la Corniche de Yeda    | 39    |
| 38  | 2024 | Gran Premio de Japón de 2024          | Red Bull     | Circuito de Suzuka                 | 39    |
| 39  | 2024 | Gran Premio de China de 2024          | Red Bull     | Circuito Internacional de Shanghái | 39    |

### Pole positionsen Fórmula 1
| N.º | Año  | Gran Premio                   | Constructor | Circuito                         | Total |
| --- | ---- | ----------------------------- | ----------- | -------------------------------- | ----- |
| 1   | 2022 | Gran Premio de Arabia Saudita | Red Bull    | Circuito de la Corniche de Yeda  | 3     |
| 2   | 2023 | Gran Premio de Arabia Saudita | Red Bull    | Circuito de la Corniche de Yeda  | 3     |
| 3   | 2023 | Gran Premio de Miami de 2023  | Red Bull    | Autódromo Internacional de Miami | 3     |

### Vueltas rápidas en Fórmula 1
| N.º | Años | Gran Premio                 | Constructor | Circuito                         | Total |
| --- | ---- | --------------------------- | ----------- | -------------------------------- | ----- |
| 1   | 2012 | Gran Premio de Mónaco       | Sauber      | Circuito de Mónaco               | 12    |
| 2   | 2013 | Gran Premio de Malasia      | McLaren     | Circuito Internacional de Sepang | 12    |
| 3   | 2014 | Gran Premio de Austria      | Force India | Red Bull Ring                    | 12    |
| 4   | 2017 | Gran Premio de Mónaco       | Force India | Circuito de Mónaco               | 12    |
| 5   | 2021 | Gran Premio de Gran Bretaña | Red Bull    | Circuito de Silverstone          | 12    |
| 6   | 2021 | Gran Premio de São Paulo    | Red Bull    | Autódromo José Carlos Pace       | 12    |
| 7   | 2022 | Gran Premio de España       | Red Bull    | Circuito de Barcelona-Cataluña   | 12    |
| 8   | 2022 | Gran Premio de Azerbaiyán   | Red Bull    | Circuito callejero de Bakú       | 12    |
| 9   | 2022 | Gran Premio de Italia       | Red Bull    | Autodromo Nazionale di Monza     | 12    |
| 10  | 2023 | Gran Premio de Australia    | Red Bull    | Circuito de Albert Park          | 12    |
| 11  | 2023 | Gran Premio de Canadá       | Red Bull    | Circuito Gilles Villeneuve       | 12    |
| 12  | 2024 | Gran Premio de Bélgica      | Red Bull    | Circuito de Spa-Francorchamps    | 12    |

## Resultados

### Skip Barber National Championship
(Clave) (negrita indica pole position) (cursiva indica vuelta rápida)

| Año  | Equipo           | 1   | 1   | 2   | 2   | 3   | 3   | 4   | 4   | 5   | 5   | 6   | 6   | 7   | 7   | Pos. | Puntos | Ref.    |
| ---- | ---------------- | --- | --- | --- | --- | --- | --- | --- | --- | --- | --- | --- | --- | --- | --- | ---- | ------ | ------- |
| 2004 | Escudería Telmex | SEB | SEB | VIR | VIR | ROA | ROA | HAL | HAL | MOS | MOS | MTT | MTT | ROA | ROA | 11.º | 77     | [ 221 ] |
| 2004 | Escudería Telmex | 13  | 17  | 7   | 17  | 20  | 8   | 8   | 11  | 10  | 6   | 9   | 9   | 3   | 16  | 11.º | 77     | [ 221 ] |

### Fórmula BMW Alemana
(Clave) (negrita indica pole position) (cursiva indica vuelta rápida)

| Año  | Equipo                  | 1   | 1   | 2   | 2   | 3   | 3   | 4   | 4   | 5   | 5   | 6   | 6   | 7   | 7   | 8   | 8   | 9   | 9   | 10  | 10  | Pos. | Puntos | Ref.    |
| ---- | ----------------------- | --- | --- | --- | --- | --- | --- | --- | --- | --- | --- | --- | --- | --- | --- | --- | --- | --- | --- | --- | --- | ---- | ------ | ------- |
| 2005 | 4speed Media            | HOC | HOC | LAU | LAU | SPA | SPA | NÜR | NÜR | BRN | BRN | OSC | OSC | NOR | NOR | NÜR | NÜR | ZAN | ZAN | HOC | HOC | 14.º | 37     | [ 222 ] |
| 2005 | 4speed Media            | 13  | 2   | 6   | Ret | 5   | DNS | 15  | 8   | 12  | 8   | Ret | 14  | 13  | 13  | Ret | 9   | 14  | 15  | 12  | Ret | 14.º | 37     | [ 222 ] |
| 2006 | ADAC Berlín-Brandenburg | HOC | HOC | LAU | LAU | NÜR | NÜR | OSC | OSC | OSC | OSC | NOR | NOR | NÜR | NÜR | ZAN | ZAN | HOC | HOC |     |     | 6.º  | 112    | [ 223 ] |
| 2006 | ADAC Berlín-Brandenburg | 5   | 4   | Ret | 6   | 5   | 6   | 3   | 6   | 7   | 5   | 5   | DSQ | 9   | Ret | 5   | 3   | 6   | 5   |     |     | 6.º  | 112    | [ 223 ] |

### A1 Grand Prix
(Clave) (negrita indica pole position) (cursiva indica vuelta rápida)

| Año     | Equipo         | 1   | 1   | 2   | 2   | 3   | 3   | 4   | 4   | 5   | 5   | 6   | 6   | 7   | 7   | 8   | 8   | 9   | 9   | 10  | 10  | 11  | 11  | Pos. | Puntos | Ref.    |
| ------- | -------------- | --- | --- | --- | --- | --- | --- | --- | --- | --- | --- | --- | --- | --- | --- | --- | --- | --- | --- | --- | --- | --- | --- | ---- | ------ | ------- |
| 2006-07 | A1 Team México | NED | NED | CZE | CZE | BEI | BEI | MYS | MYS | IDN | IDN | NZL | NZL | AUS | AUS | ZAF | ZAF | MEX | MEX | SHA | SHA | GBR | GBR | 10.º | 35     | [ 224 ] |
| 2006-07 | A1 Team México |     |     |     |     |     |     |     |     |     |     | PO  | PO  | PO  | PO  |     |     | PO  | PO  | 15  | Ret |     |     | 10.º | 35     | [ 224 ] |

### Fórmula 3 Británica
(Clave) (negrita indica pole position) (cursiva indica vuelta rápida)

| Año  | Equipo  | Clase         | 1   | 1   | 2   | 2   | 3   | 3   | 4   | 4   | 5   | 5   | 6   | 6   | 7   | 7   | 8   | 8   | 9   | 9   | 10  | 10  | 11  | 11  | Pos. | Puntos | Ref.    |
| ---- | ------- | ------------- | --- | --- | --- | --- | --- | --- | --- | --- | --- | --- | --- | --- | --- | --- | --- | --- | --- | --- | --- | --- | --- | --- | ---- | ------ | ------- |
| 2007 | T-Sport | Nacional      | OUL | OUL | DON | DON | BUC | BUC | SNE | SNE | MOZ | MOZ | BRH | BRH | SPA | SPA | SIL | SIL | THR | THR | CRO | CRO | ROC | ROC | 1.º  | 376    | [ 225 ] |
| 2007 | T-Sport | Nacional      | Ret | DNS | 15  | 10  | 13  | 11  | 13  | 20  | 10  | 7   | 13  | 16  | 9   | 15  | 11  | 12  | 10  | 13  | 11  | 13  | 14  | 13  | 1.º  | 376    | [ 225 ] |
| 2008 | T-Sport | Internacional | OUL | OUL | CRO | CRO | MOZ | MOZ | ROC | ROC | SNE | SNE | THR | THR | BRH | BRH | SPA | SPA | SIL | SIL | BUC | BUC | DON | DON | 4.º  | 195    | [ 226 ] |
| 2008 | T-Sport | Internacional | 7   | 13  | 1   | 2   | 1   | 1   | 5   | 13  | Ret | 4   | 7   | 4   | 4   | 1   | 6   | 2   | 4   | 4   | Ret | Ret | Ret | 3   | 4.º  | 195    | [ 226 ] |

### GP2 Asia Series
(Clave) (negrita indica pole position) (cursiva indica vuelta rápida puntuable)

| Año     | Escudería                  | 1    | 1    | 2    | 2    | 3    | 3    | 4    | 4    | 5   | 5   | 6    | 6    | Pos. | Puntos | Ref.    |
| ------- | -------------------------- | ---- | ---- | ---- | ---- | ---- | ---- | ---- | ---- | --- | --- | ---- | ---- | ---- | ------ | ------- |
| 2008-09 | Barwa International Campos | SHA  | SHA  | DUB  | DUB  | SAK1 | SAK1 | LOS  | LOS  | KUA | KUA | SAK2 | SAK2 | 7.º  | 26     | [ 227 ] |
| 2008-09 | Barwa International Campos | Ret  | 7    | 6    | C    | 8    | 1    | 2    | 1    | Ret | 6   | 12   | 9    | 7.º  | 26     | [ 227 ] |
| 2009-10 | Barwa Addax Team           | YMC1 | YMC1 | YMC2 | YMC2 | SAK1 | SAK1 | SAK2 | SAK2 |     |     |      |      | 15.º | 5      | [ 228 ] |
| 2009-10 | Barwa Addax Team           |      |      | 12   | 4    | 7    | 17   |      |      |     |     |      |      | 15.º | 5      | [ 228 ] |

### GP2 Series
(Clave) (negrita indica pole position) (cursiva indica vuelta rápida puntuable)

| Año  | Escudería                  | 1   | 1   | 2   | 2   | 3   | 3   | 4   | 4   | 5   | 5   | 6   | 6   | 7   | 7   | 8   | 8   | 9   | 9   | 10  | 10  | Pos. | Puntos | Ref.    |
| ---- | -------------------------- | --- | --- | --- | --- | --- | --- | --- | --- | --- | --- | --- | --- | --- | --- | --- | --- | --- | --- | --- | --- | ---- | ------ | ------- |
| 2009 | Telmex Arden International | BAR | BAR | MON | MON | EST | EST | SIL | SIL | NÜR | NÜR | BUD | BUD | VAL | VAL | SPA | SPA | MNZ | MNZ | ALG | ALG | 12.º | 22     | [ 229 ] |
| 2009 | Telmex Arden International | 14  | 17  | 12  | 9   | Ret | 16  | 4   | 6   | 8   | 20† | Ret | 16  | 3   | 2   | Ret | 4   | Ret | Ret | Ret | 11  | 12.º | 22     | [ 229 ] |
| 2010 | Barwa Addax Team           | BAR | BAR | MON | MON | EST | EST | VAL | VAL | SIL | SIL | HOC | HOC | BUD | BUD | SPA | SPA | MNZ | MNZ | YMC | YMC | 2.º  | 71     | [ 230 ] |
| 2010 | Barwa Addax Team           | 4   | Ret | 1   | 6   | DSQ | 7   | 11  | 16  | 5   | 1   | 2   | 1   | 3   | Ret | 7   | 1   | Ret | 13  | 1   | Ret | 2.º  | 71     | [ 230 ] |

### Fórmula 1
(Clave) (negrita indica pole position) (cursiva indica vuelta rápida)

| Año     | Escudería                        | 1       | 2       | 3      | 4      | 5       | 6       | 7       | 8       | 9       | 10      | 11       | 12      | 13      | 14     | 15      | 16      | 17      | 18     | 19      | 20      | 21      | 22      | 23      | 24      | Pos. | Puntos |
| ------- | -------------------------------- | ------- | ------- | ------ | ------ | ------- | ------- | ------- | ------- | ------- | ------- | -------- | ------- | ------- | ------ | ------- | ------- | ------- | ------ | ------- | ------- | ------- | ------- | ------- | ------- | ---- | ------ |
| 2011    | Sauber F1 Team                   | AUS DSQ | MYS Ret | CHN 17 | TUR 14 | ESP 9   | MON DNS | CAN PO  | EUR 11  | GBR 7   | GER 11  | HUN 15   | BEL Ret | ITA Ret | SIN 10 | JPN 8   | RCO 16  | IND 10  | ABU 11 | BRA 13  |         |         |         |         |         | 16.º | 14     |
| 2012    | Sauber F1 Team                   | AUS 8   | MYS 2   | CHN 11 | BHR 11 | ESP Ret | MON 11  | CAN 3   | EUR 9   | GBR Ret | GER 6   | HUN 14   | BEL Ret | ITA 2   | SIN 10 | JPN Ret | RCO 11  | IND Ret | ABU 15 | USA 11  | BRA Ret |         |         |         |         | 10.º | 66     |
| 2013    | Vodafone McLaren Mercedes        | AUS 11  | MYS 9   | CHN 11 | BHR 6  | ESP 9   | MON 16† | CAN 11  | GBR 20† | GER 8   | HUN 9   | BEL 11   | ITA 12  | SIN 8   | RCO 10 | JPN 15  | IND 5   | ABU 9   | USA 7  | BRA 6   |         |         |         |         |         | 11.º | 49     |
| 2014    | Sahara Force India F1 Team       | AUS 10  | MYS DNS | BHR 3  | CHN 9  | ESP 9   | MON Ret | CAN 11† | AUT 6   | GBR 11  | GER 10  | HUN Ret  | BEL 8   | ITA 7   | SIN 7  | JPN 10  | RUS 10  | USA Ret | BRA 15 | ABU 7   |         |         |         |         |         | 10.º | 59     |
| 2015    | Sahara Force India F1 Team       | AUS 10  | MYS 13  | CHN 11 | BHR 8  | ESP 13  | MON 7   | CAN 11  | AUT 9   | GBR 9   | HUN Ret | BEL 5    | ITA 6   | SIN 7   | JPN 12 | RUS 3   | USA 5   | MEX 8   | BRA 12 | ABU 5   |         |         |         |         |         | 9.º  | 78     |
| 2016    | Sahara Force India F1 Team       | AUS 13  | BHR 16  | CHN 11 | RUS 9  | ESP 7   | MON 3   | CAN 10  | EUR 3   | AUT 17† | GBR 6   | HUN 11   | GER 10  | BEL 5   | ITA 8  | SIN 8   | MYS 6   | JPN 7   | USA 8  | MEX 10  | BRA 4   | ABU 8   |         |         |         | 7.º  | 101    |
| 2017    | Sahara Force India F1 Team       | AUS 7   | CHN 9   | BHR 7  | RUS 6  | ESP 4   | MON 13  | CAN 5   | AZE Ret | AUT 7   | GBR 9   | HUN 8    | BEL 17† | ITA 9   | SIN 5  | MYS 6   | JPN 7   | USA 8   | MEX 7  | BRA 9   | ABU 7   |         |         |         |         | 7.º  | 100    |
| 2018    | Sahara Force India F1 Team       | AUS 11  | BHR 16  | CHN 12 | AZE 3  | ESP 9   | MON 12  | CAN 14  | FRA Ret | AUT 7   | GBR 10  | GER 7    | HUN 14  |         |        |         |         |         |        |         |         |         |         |         |         | 8.º  | 62     |
| 2018    | Racing Point Force India F1 Team |         |         |        |        |         |         |         |         |         |         |          |         | BEL 5   | ITA 7  | SIN 17  | RUS 10  | JPN 7   | USA 8  | MEX Ret | BRA 10  | ABU 8   |         |         |         | 8.º  | 62     |
| 2019    | SportPesa Racing Point F1 Team   | AUS 13  | BHR 10  | CHN 8  | AZE 6  | ESP 15  | MON 12  | CAN 12  | FRA 12  | AUT 11  | GBR 17  | GER Ret  | HUN 11  | BEL 6   | ITA 7  | SIN Ret | RUS 7   | JPN 8   | MEX 7  | USA 10  | BRA 9   | ABU 7   |         |         |         | 10.º | 52     |
| 2020    | BWT Racing Point F1 Team         | AUT 6   | EST 6   | HUN 7  | GBR WD | 70A WD  | ESP 5   | BEL 10  | ITA 10  | TOS 5   | RUS 4   | EIF 4    | POR 7   | EMI 6   | TUR 2  | BHR 18† | SAK 1   | ABU Ret |        |         |         |         |         |         |         | 4.º  | 125    |
| 2021    | Red Bull Racing Honda            | BHR 5   | EMI 11  | POR 4  | ESP 5  | MON 4   | AZE 1   | FRA 3   | EST 4   | AUT 6   | GBR 16  | HUN Ret  | BEL 19  | NED 8   | ITA 5  | RUS 9   | TUR 3   | USA 3   | MEX 3  | SÃO 4   | QAT 4   | ARA Ret | ABU 15† |         |         | 4.º  | 190    |
| 2022    | Oracle Red Bull Racing           | BHR 18† | ARA 4   | AUS 2  | EMI 23 | MIA 4   | ESP 2   | MON 1   | AZE 2   | CAN Ret | GBR 2   | AUT Ret5 | FRA 4   | HUN 5   | BEL 2  | NED 5   | ITA 6   | SIN 1   | JPN 2  | USA 4   | MEX 3   | SÃO 75  | ABU 3   |         |         | 3.º  | 305    |
| 2023    | Oracle Red Bull Racing           | BHR 2   | ARA 1   | AUS 5  | AZE 1  | MIA 2   | MON 16  | ESP 4   | CAN 6   | AUT 32  | GBR 6   | HUN 3    | BEL 2   | NED 4   | ITA 2  | SIN 8   | JPN Ret | QAT 10  | USA 45 | MEX Ret | SÃO 43  | LVG 3   | ABU 4   |         |         | 2.º  | 285    |
| 2024    | Oracle Red Bull Racing           | BHR 2   | ARA 2   | AUS 5  | JPN 2  | CHN 3   | MIA 43  | EMI 8   | MON Ret | CAN Ret | ESP 8   | AUT 78   | GBR 17  | HUN 7   | BEL 7  | NED 6   | ITA 8   | AZE 17† | SIN 10 | USA 7   | MEX 17  | SÃO 118 | LVG 10  | QAT Ret | ABU Ret | 8.º  | 152    |
| Fuente: |                                  |         |         |        |        |         |         |         |         |         |         |          |         |         |        |         |         |         |        |         |         |         |         |         |         |      |        |

## Vida personal

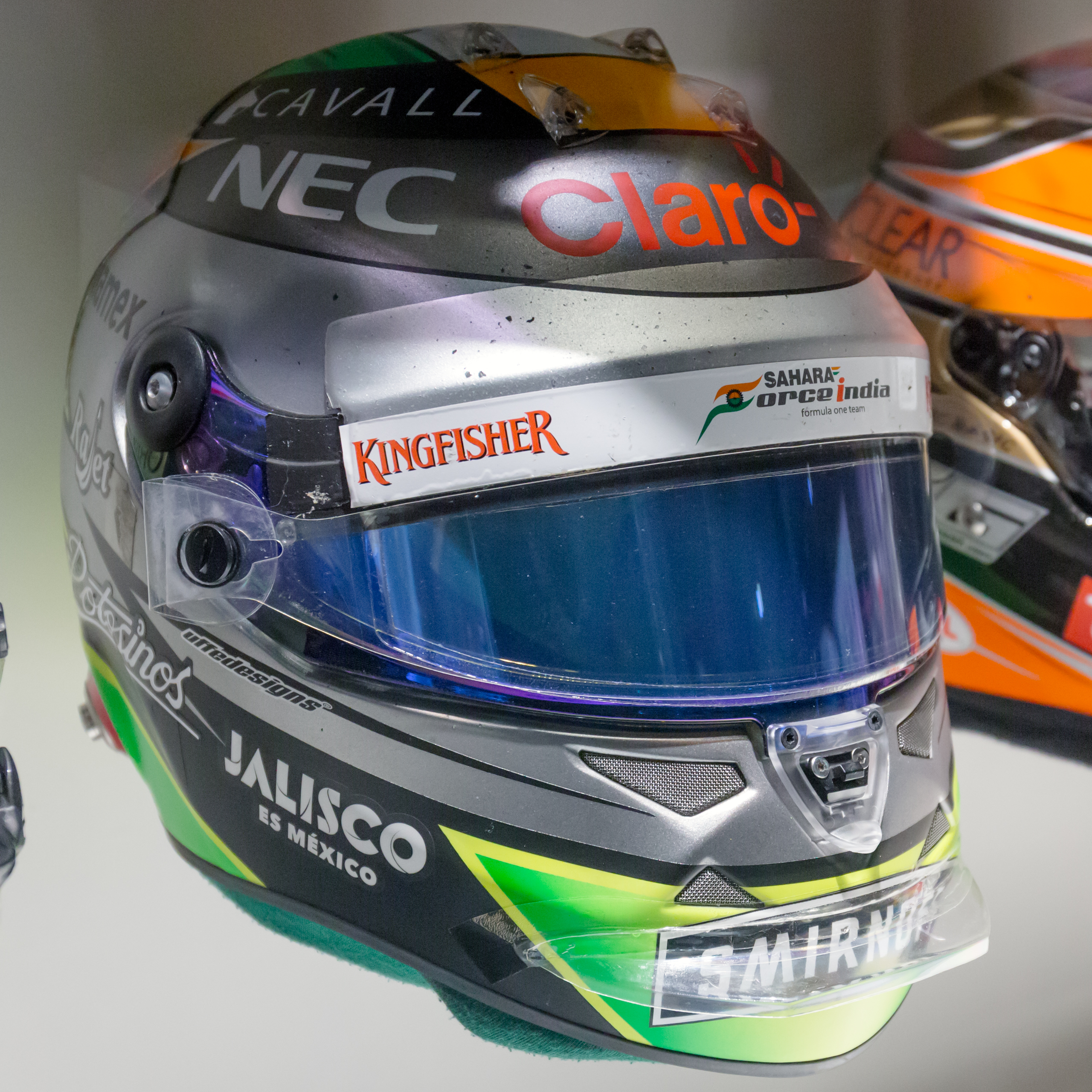
Un casco de Pérez de 2015 en el Museo Fernando Alonso

Sergio es el tercero de una familia de tres hijos, sus hermanos son Paola y Antonio (piloto retirado de NASCAR México y SuperCopa Telcel, vinculado a su vez con Escudería Telmex). Carlos Slim Domit apadrina su carrera deportiva desde los 15 años mediante el patrocinio de Telmex. Sus padres son Marilú Mendoza y Antonio Pérez Garibay, este último es un expiloto y político de México.
Entre sus amistades se encuentra el futbolista Chicharito Hernández. Sergio reveló que de no haber sido piloto le hubiera gustado ser abogado o futbolista.
Del mismo modo, ha creado la Fundación Checo Pérez que está dirigida al apoyo de menores de edad con enfermedades como el cáncer. Se han llevado a cabo subastas con artículos preciados para los fanáticos del automovilismo en apoyo a asociaciones no lucrativas que ayudan al tratamiento de cáncer, entre otras causas.
Checo Pérez y su esposa, Carola Martínez, tienen 4 hijos: Sergio (21 de diciembre del 2017), Carlota (15 de diciembre de 2019), Emilio (mayo de 2022) y una niña nacida en septiembre de 2023.

### Polémica
En julio de 2014 el piloto declaró a la cadena española Antena 3 en el autódromo de Silverstone, su opinión sobre si le gustaría competir contra una mujer, específicamente contra Susie Wolff, piloto de pruebas de la escudería Williams. Pérez contestó que Wolff era gran piloto, pero al ser una práctica y un circuito difícil como el que corría, no se podían esperar «grandes cosas de ella». Luego, le fue preguntado si Wolff podría ser su coequipera y Pérez respondió:

No no, imagínate donde te gane una mujer ahí sí ya [...] Ya es el colmo, mejor que se vaya a la cocina. A la cocina que a los coches.
Sergio Pérez

La declaración recibió una fuerte crítica y declarada como machista en los medios y redes sociales, a lo que Pérez replicó en Twitter que en realidad había sido una broma y no buscaba afectar a nadie. Wolff igualmente pidió que dejaran en paz a Sergio por ser una declaración fuera de contexto.

## Otros proyectos

### Equipo SP
En 2017, Pérez crearía, junto a su hermano Antonio, su propio equipo de karting donde reunió a distintos pilotos del karting para disputar campeonatos nacionales e internacionales de esta categoría.
Para 2019, Pérez se uniría con el equipo Sidral Aga Racing Team para participar en el Campeonato NACAM de Fórmula 4 en la temporada 2019-20, en su primera temporada alinearían a Jorge Garciarce y Jesse Carrasquedo Jr.
Después de esta temporada, Pérez cambiaria de equipo y crearía uno nuevo para competir en 2021 de nuevo en la F4 NACAM, en ese año alinearía el equipo al piloto Arturo Flores, que ganaría en la única ronda que disputaría el equipo en la temporada. En 2022, el equipo volvería a elegir a Arturo y traería devuelta a Jesse Carrasquedo Jr., los dos lograrían podios y victorias en las tres carreras que participarían con el equipo en la temporada.

### Campus de karting
En 2018 se inauguró en Zapopan, (México) el museo y el circuito de karting Checo Pérez, con el que dio inicio también a un campus de karting propio para formar a jóvenes en el mundo del motor.
El Kartódromo Checo Pérez es sede de varias competencias de karting, entre ellas la Copa Porsche de la categoría.

### Serie documental
La plataforma Star+ anunció que lanzaría una serie documental sobre la vida del Sergio Pérez, el estreno estaría programado para el 4 de noviembre de 2022.